# Ermita de San Cristóbal (Sotresgudo)
La ermita de San Cristóbal es un templo románico de pequeñas dimensiones en la localidad de Sotresgudo, en la provincia de Burgos, España.

## Características generales
La ermita de San Cristóbal es un templo románico sencillo, construido alrededor de 1200. Ubicada en un paraje aislado, en alto, cerca del pueblo.
Conserva algunos elementos prerrománicos en la puerta cegada del norte, muro de poniente (con oculillo) y parte interior de la fachada sur.
Nave única, de mampostería con sillares en las esquinas. Ábside a base de buenos sillares, semicircular, románico, con dos ventanas de arcos de medio punto. Cabecera con dos columnas con capiteles decorados. Cornisa de bolas sujeta con canecillos con temas geométricos, animales y figuras humanas, con exhibicionistas. Portada con cuatro arquivoltas de medio punto, lisas, coronadas por tejaraz y cornisa con canecillos de tipo geométrico. La cara norte es ciega y tiene un husillo para acceder a la cubierta. Tiene añadidos de los siglos XVII y XVIII. Espadaña barroca (añadida en el siglo XVI). Tiene similitudes con las iglesias de Castrillo de Riopisuerga, Hinojal de Riopisuerga, Fuente Úrbel e Hijosa de Boedo.
La ventana este del ábside aparece a modo de simple aspillera guarnecida con columnillas y capiteles con temas vegetales. La otra ventana del ábside, que mira al sur, se adorna con cabezas de personajes o diablos.
El interior de la cabecera tiene la cubierta de bóveda de horno y bóveda de cañón en el tramo recto del presbiterio. Las columnas que soportan el arco del triunfo tienen temas figurados, con dos cabezas humanas en el lado de la epístola y dos leones enfrentados en el lado del evangelio.
Tiene un retablo de estilo manierista de principios del siglo XVII.

## Culto
En la fiesta de San Cristóbal, el 10 de julio, al acabar la misa en la ermita, se bendicen diversos vehículos en la plaza mayor del pueblo.

### Vista general

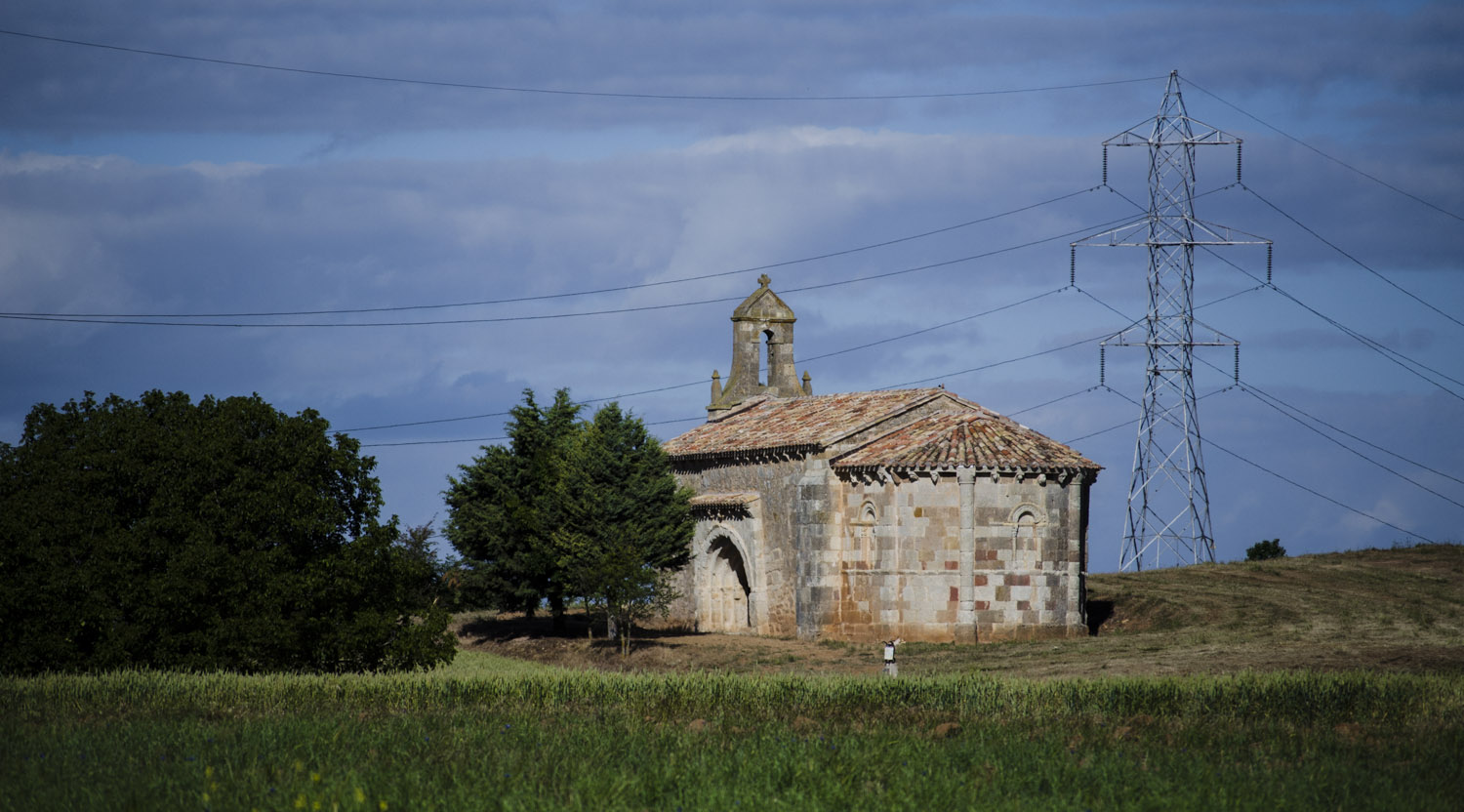
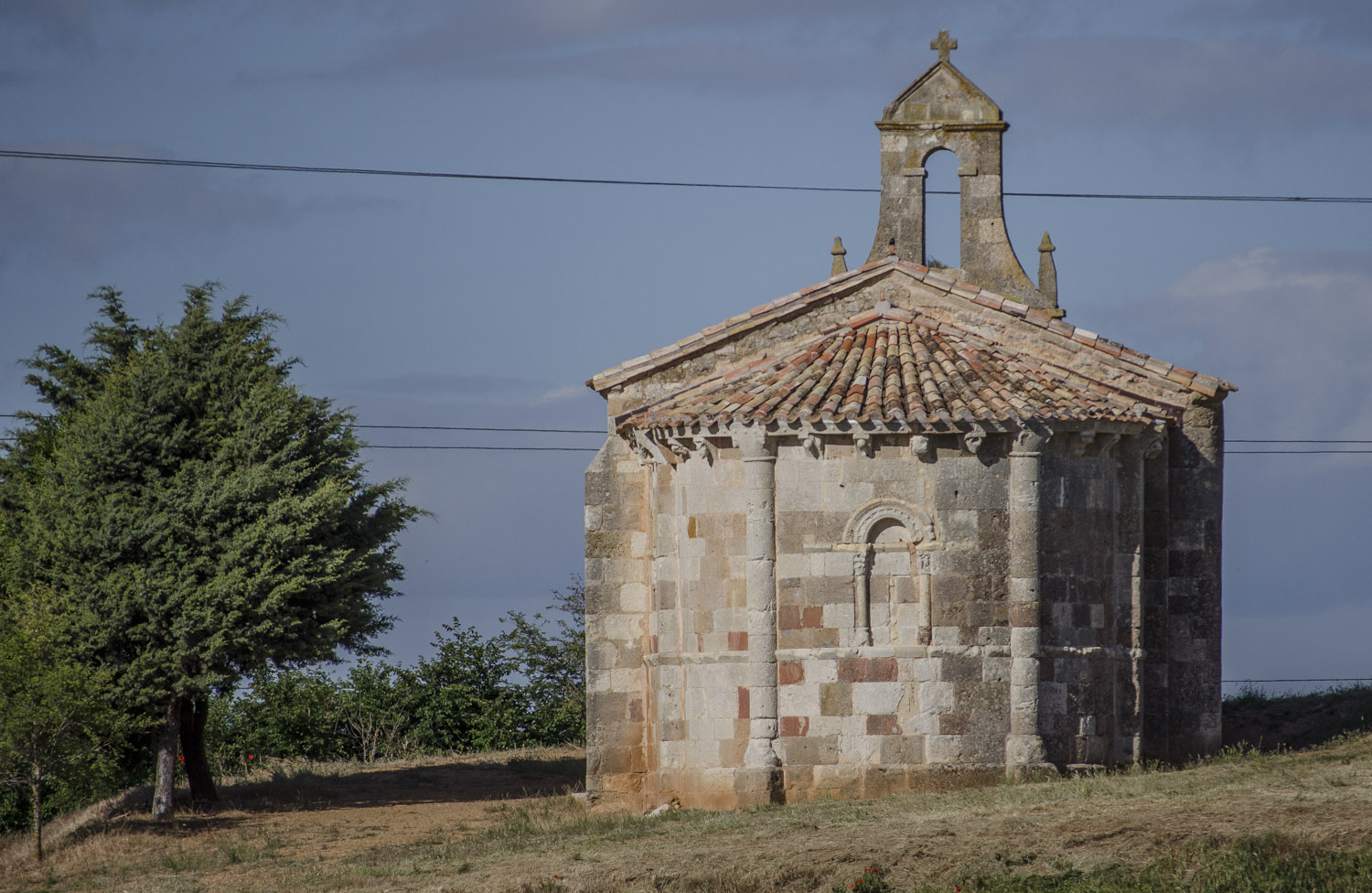
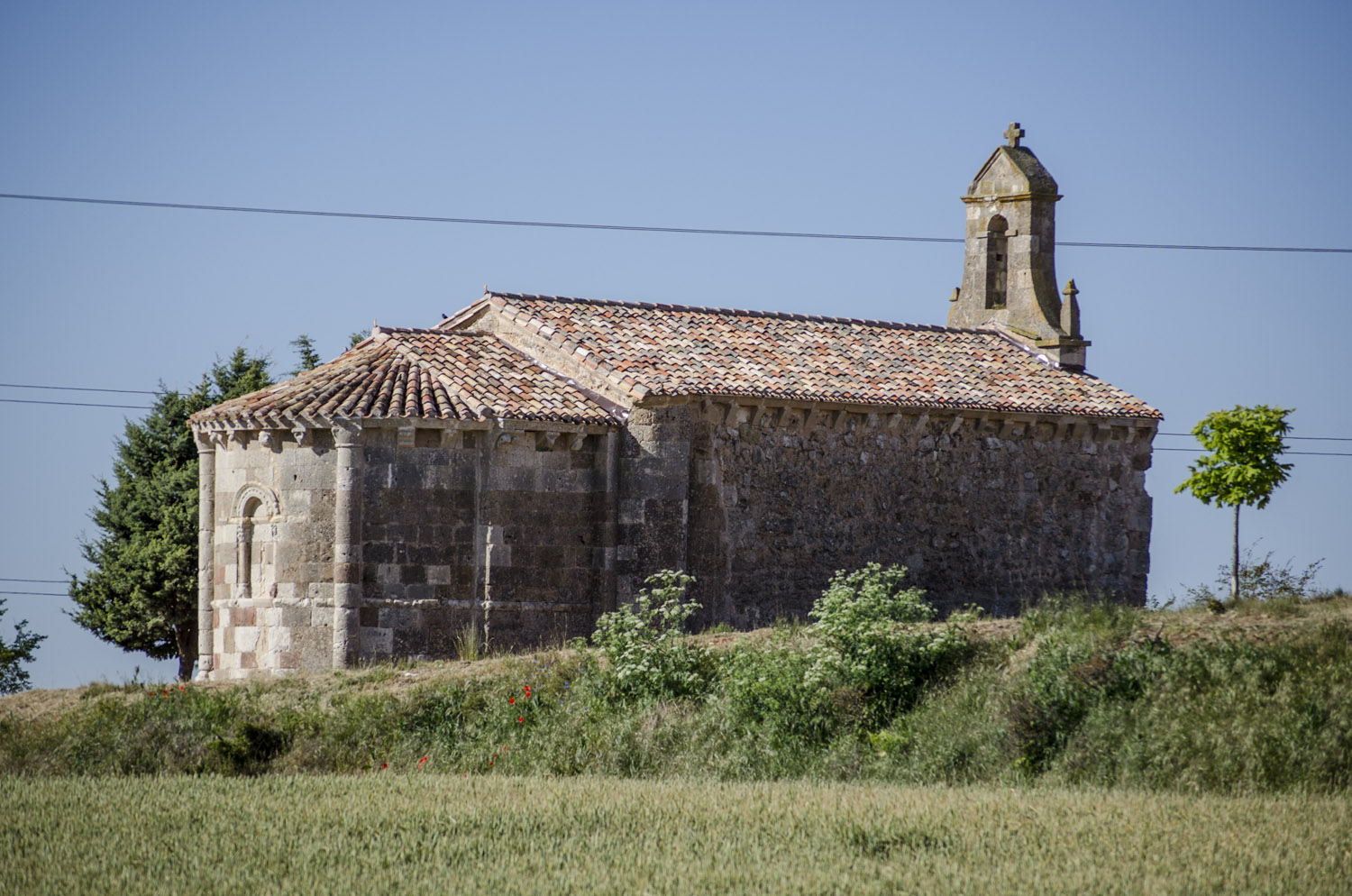
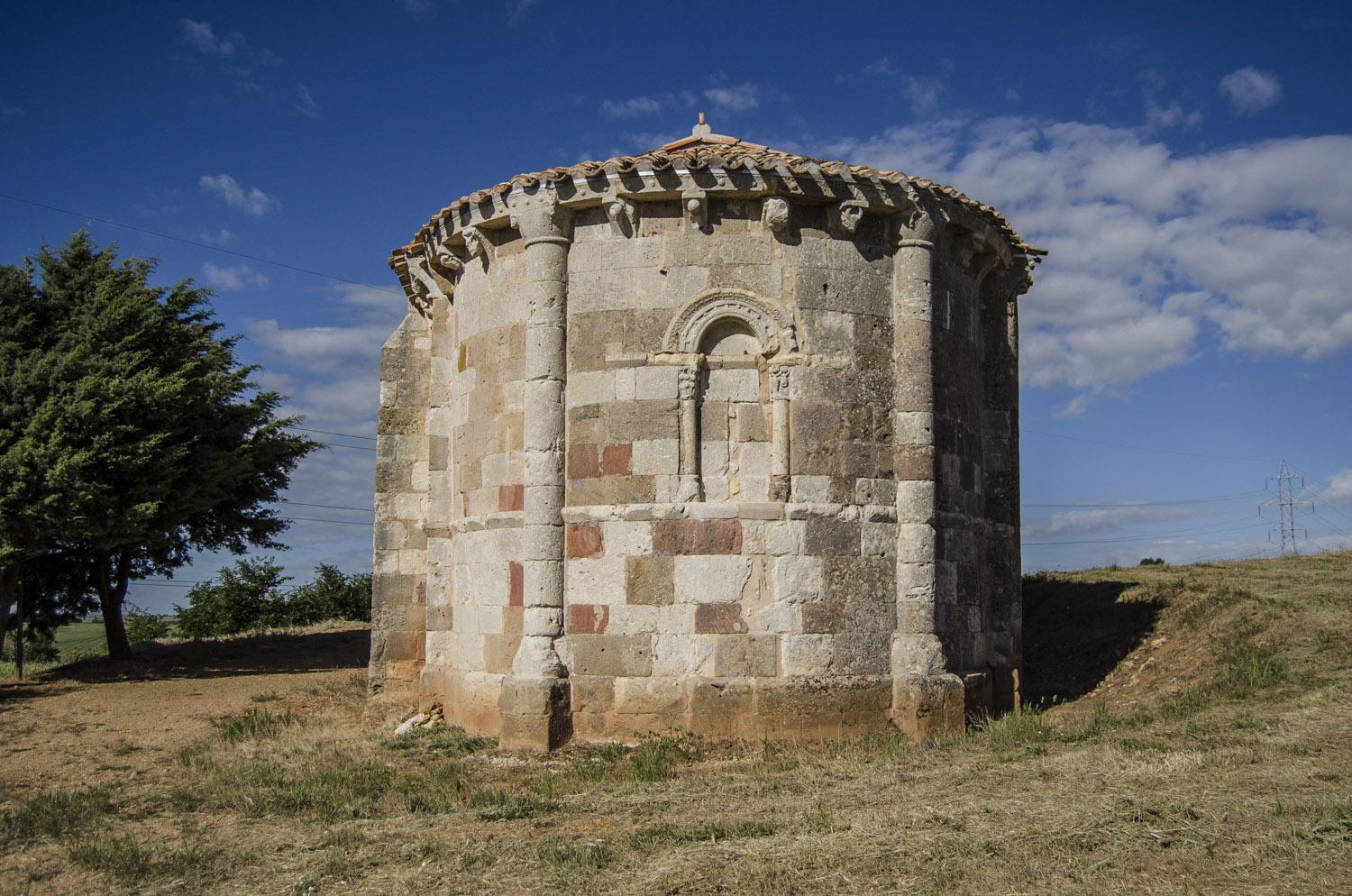
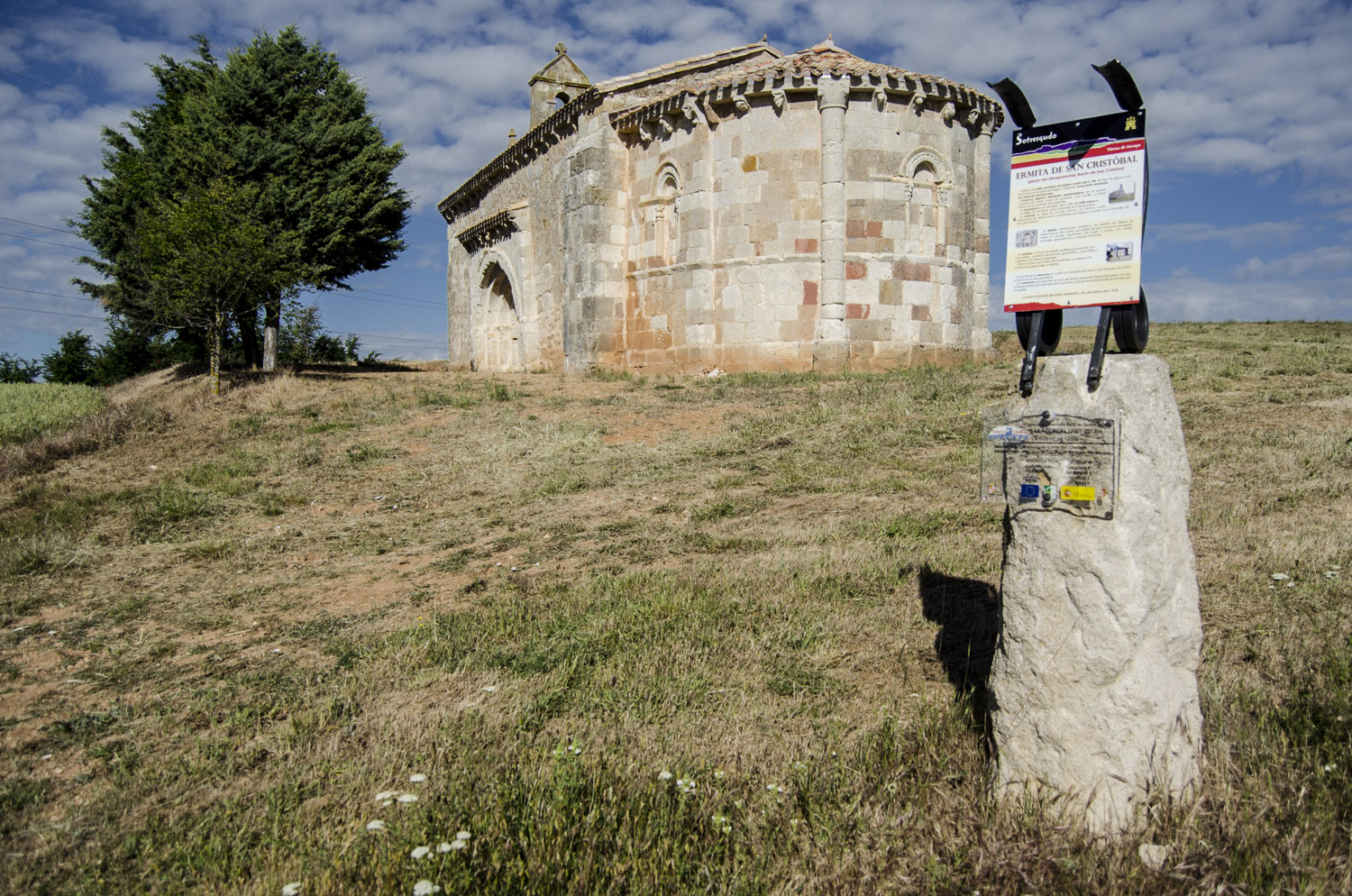
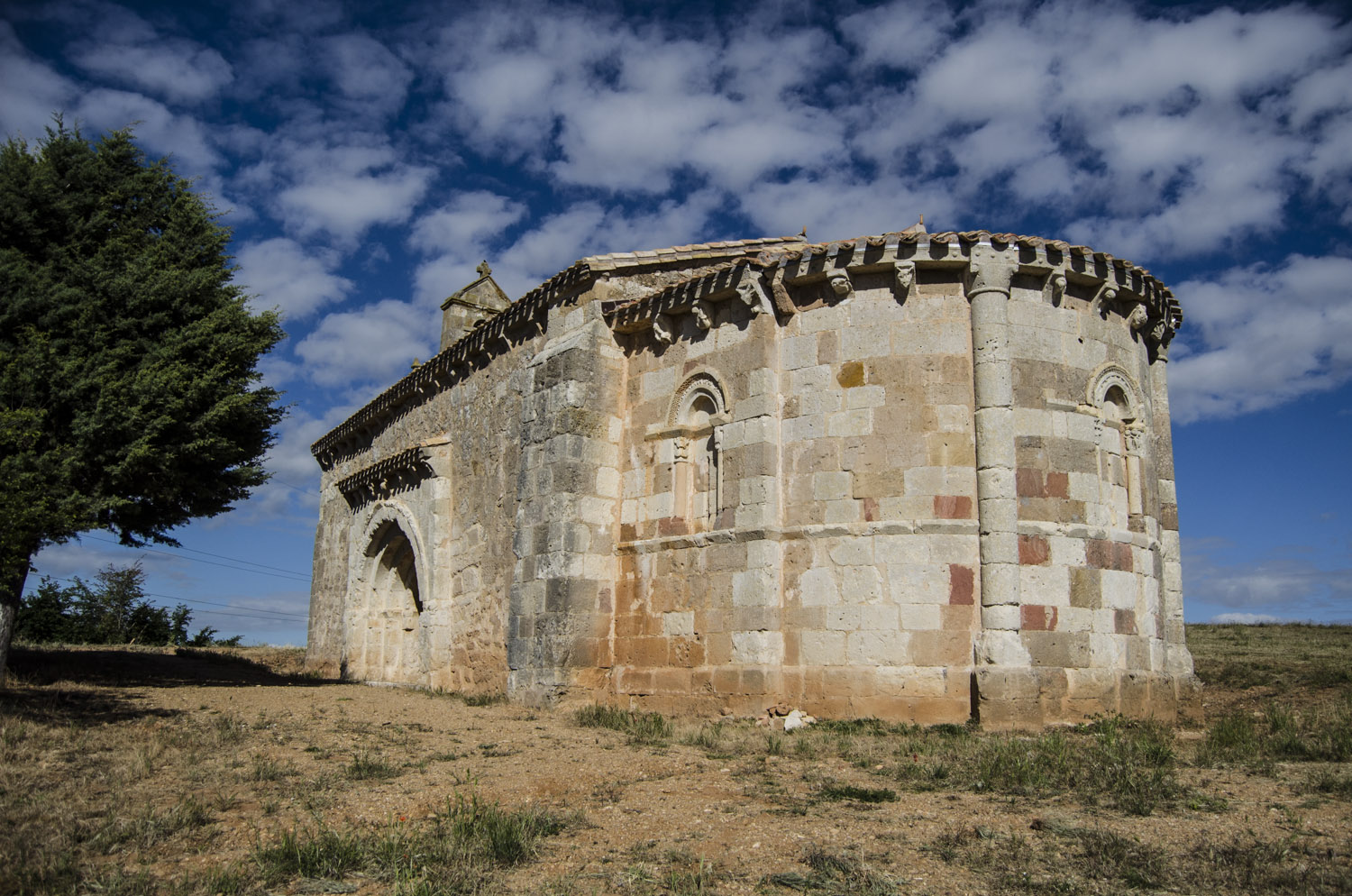
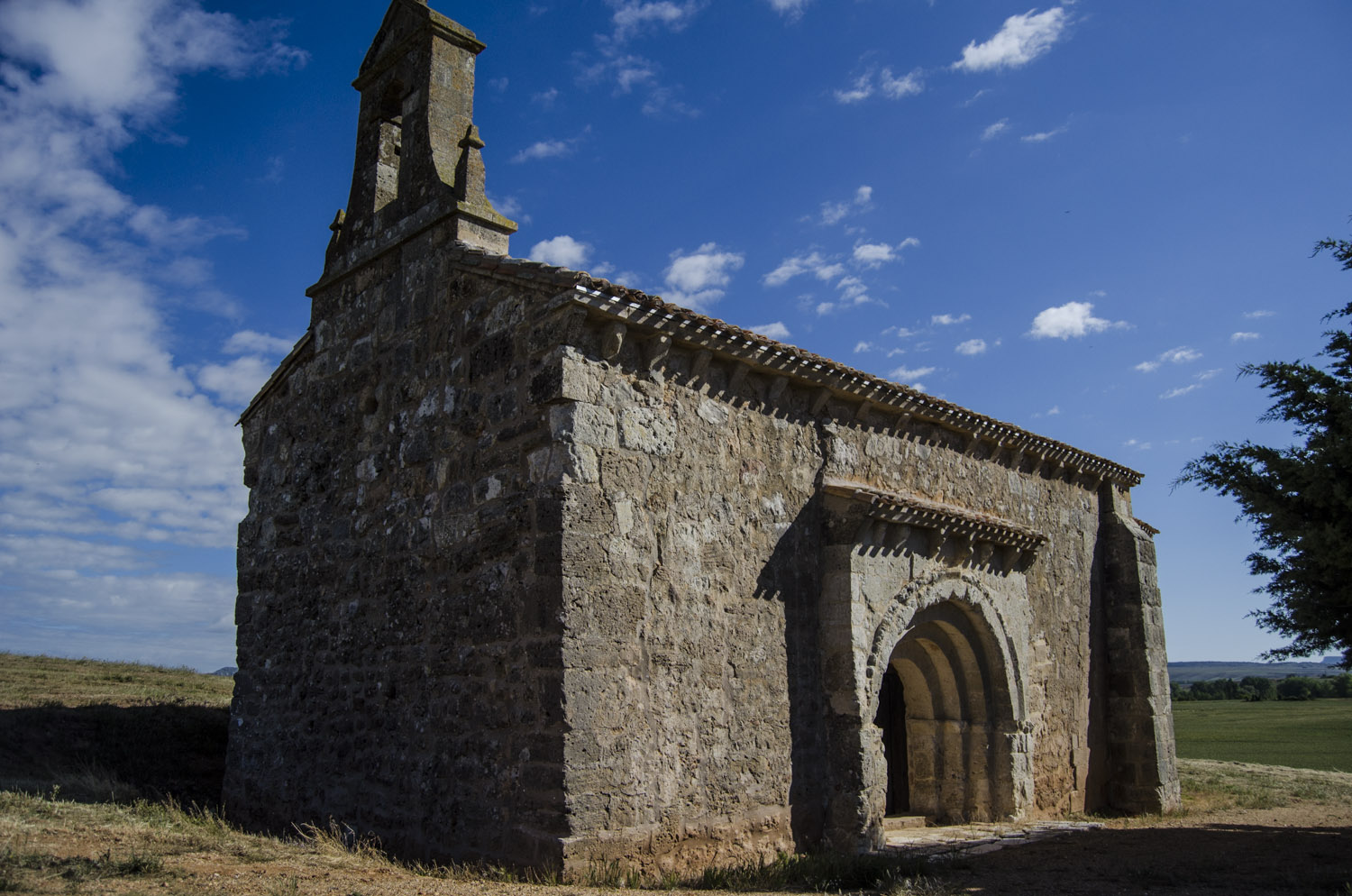
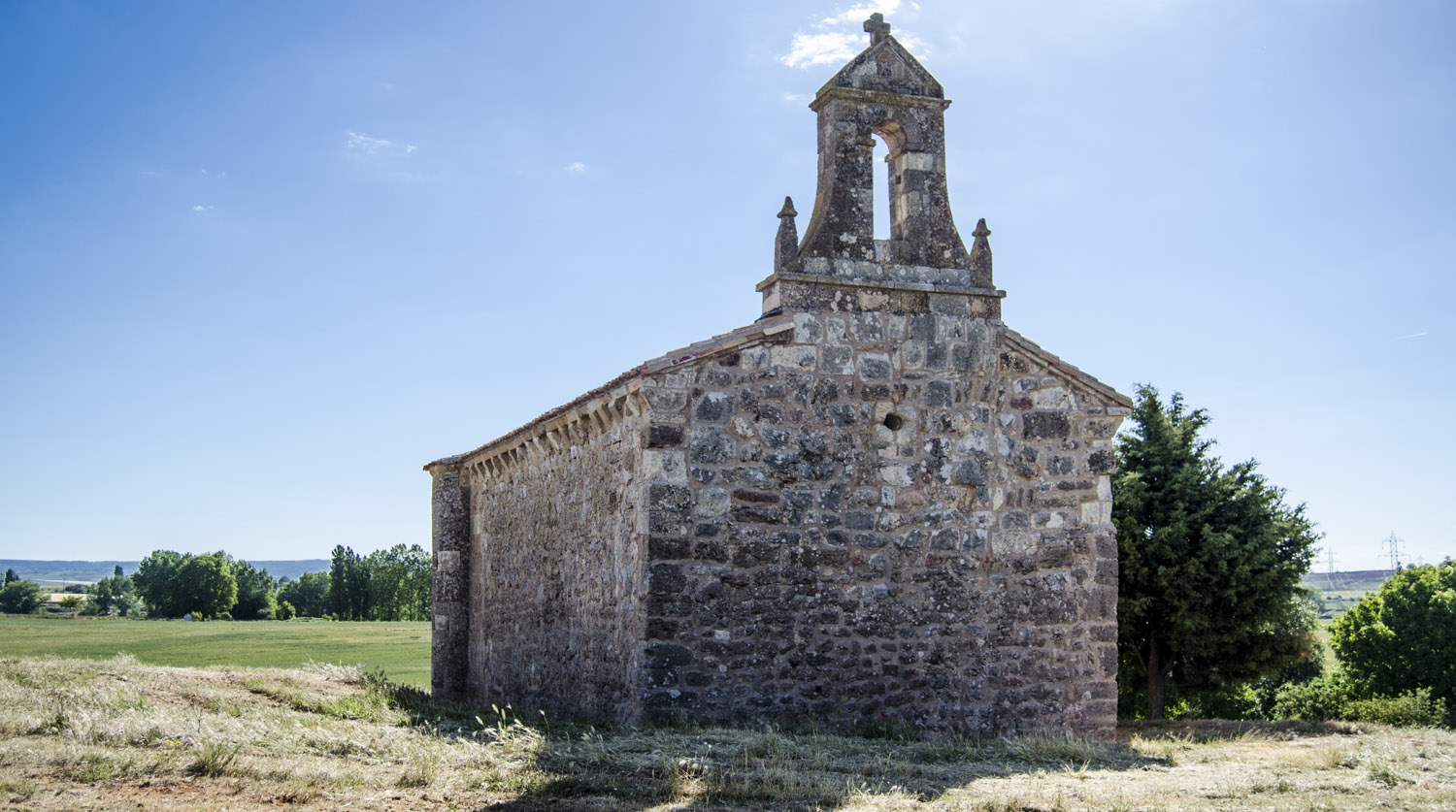
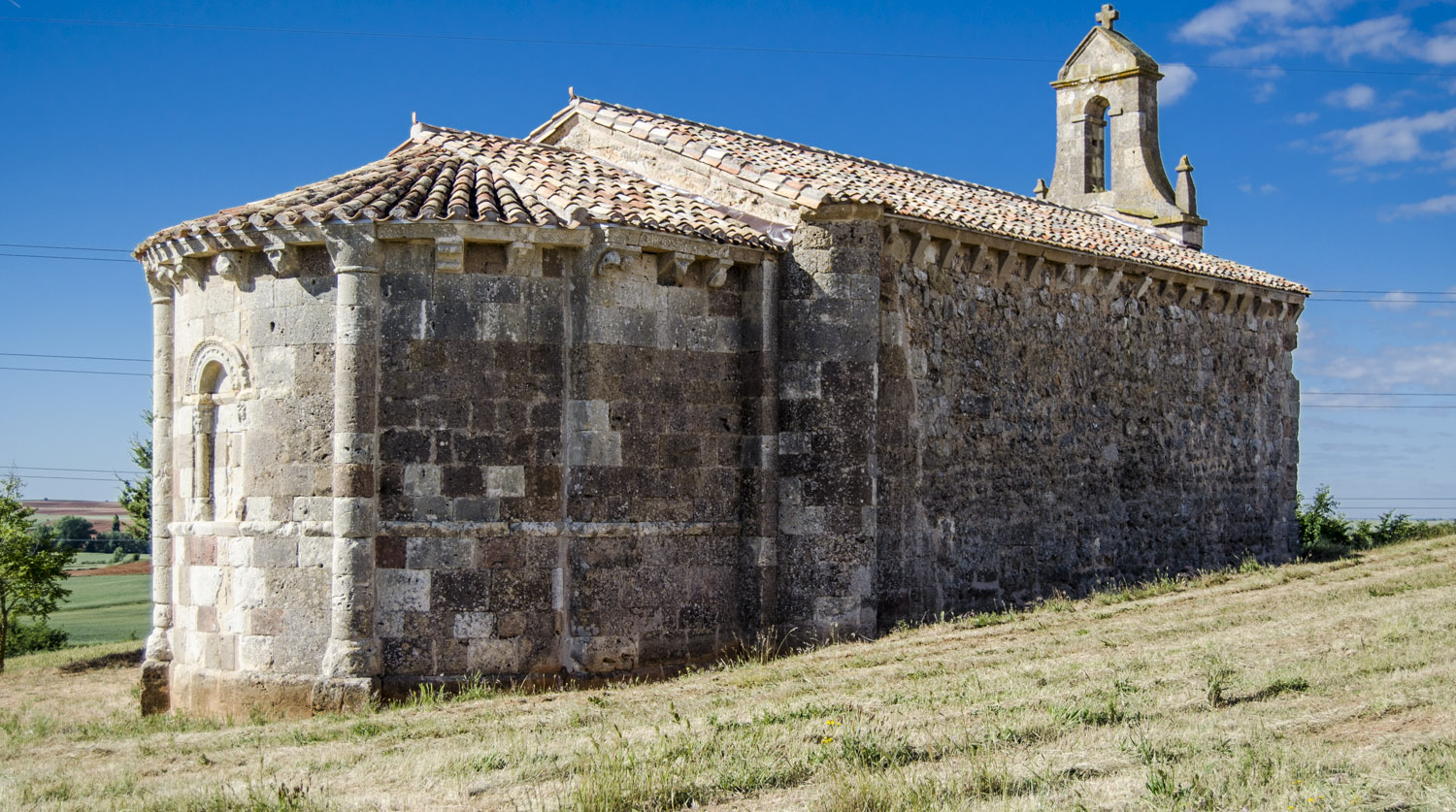
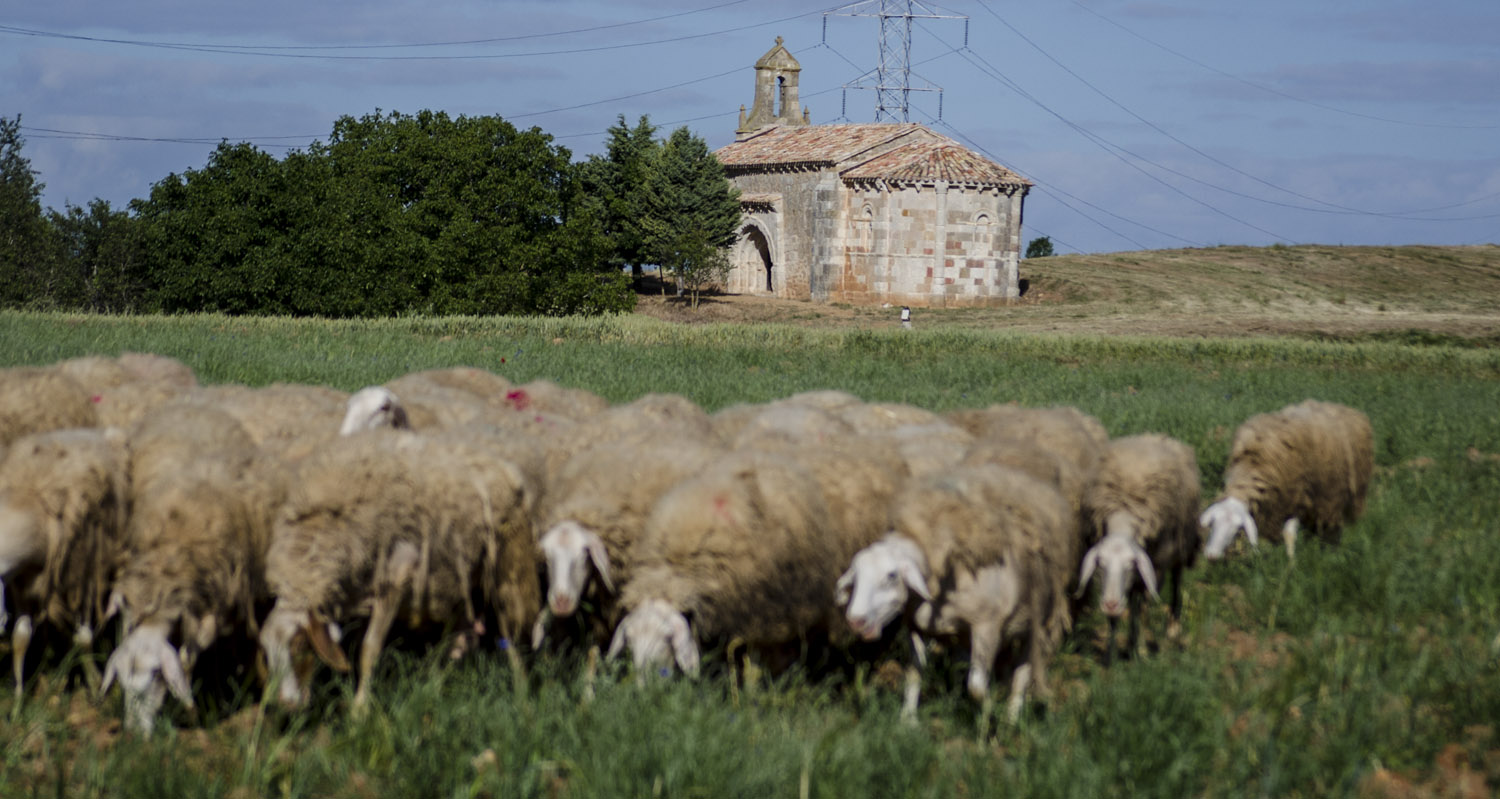

### Ventanas y sus capiteles

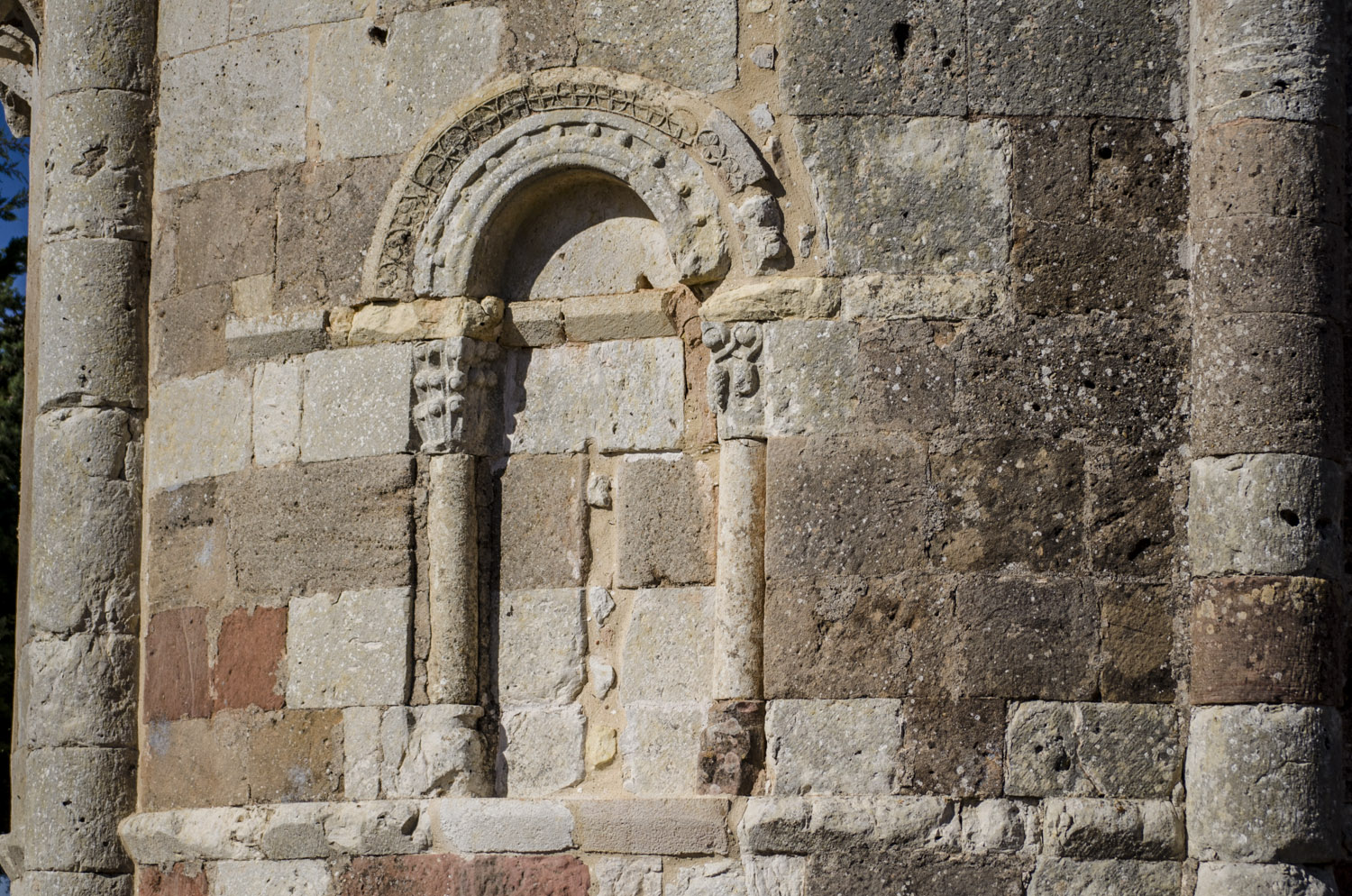
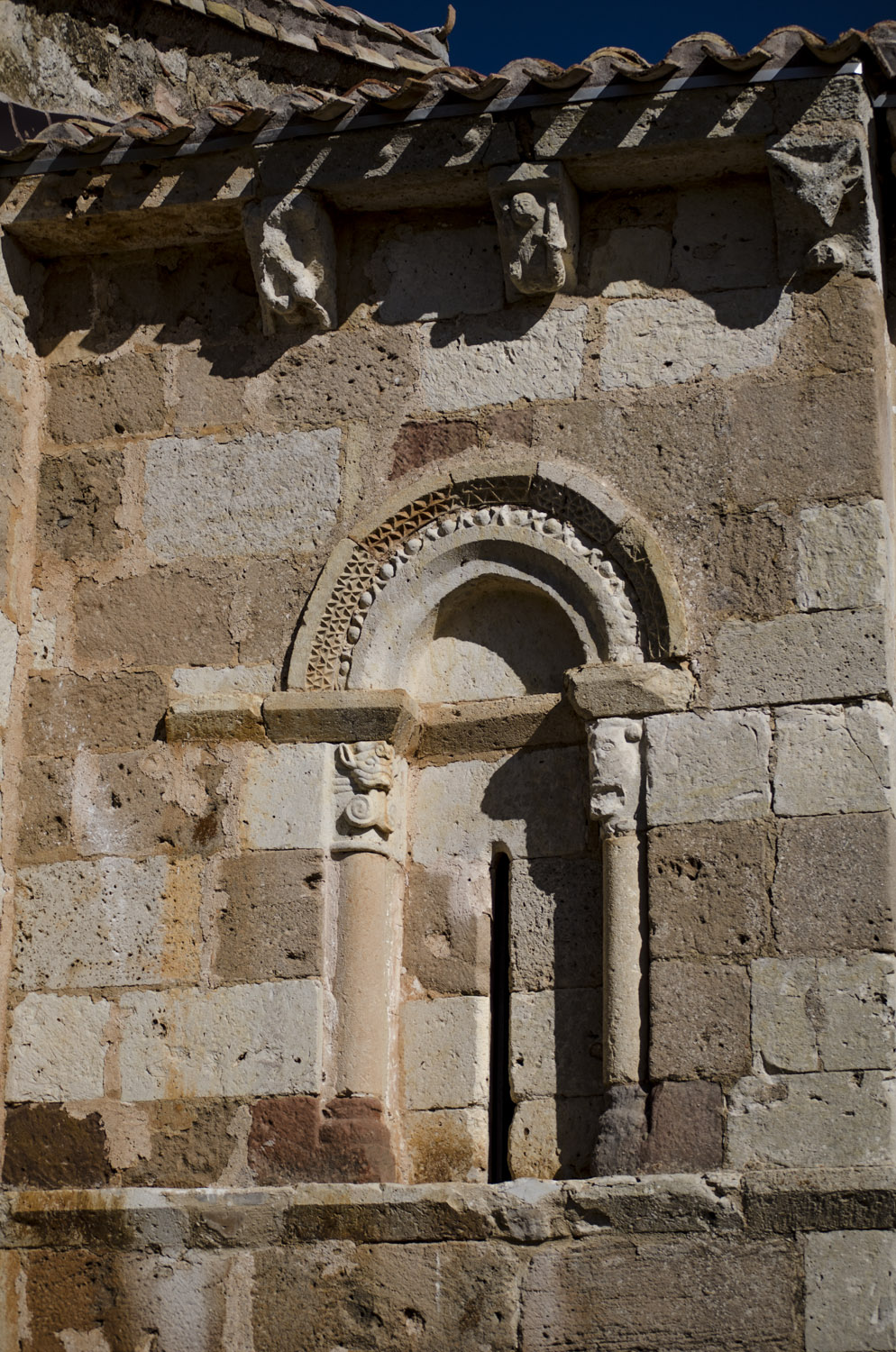
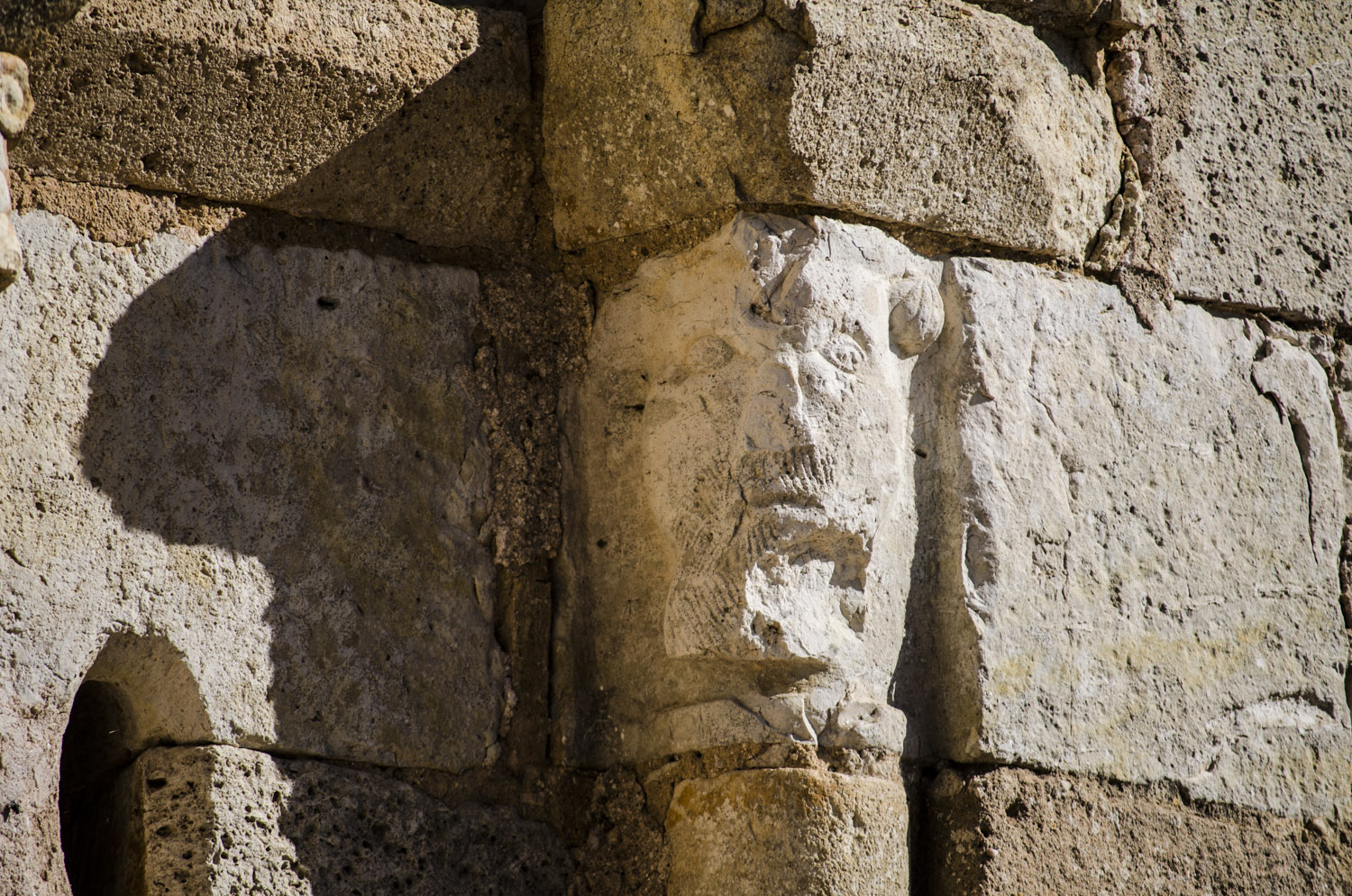
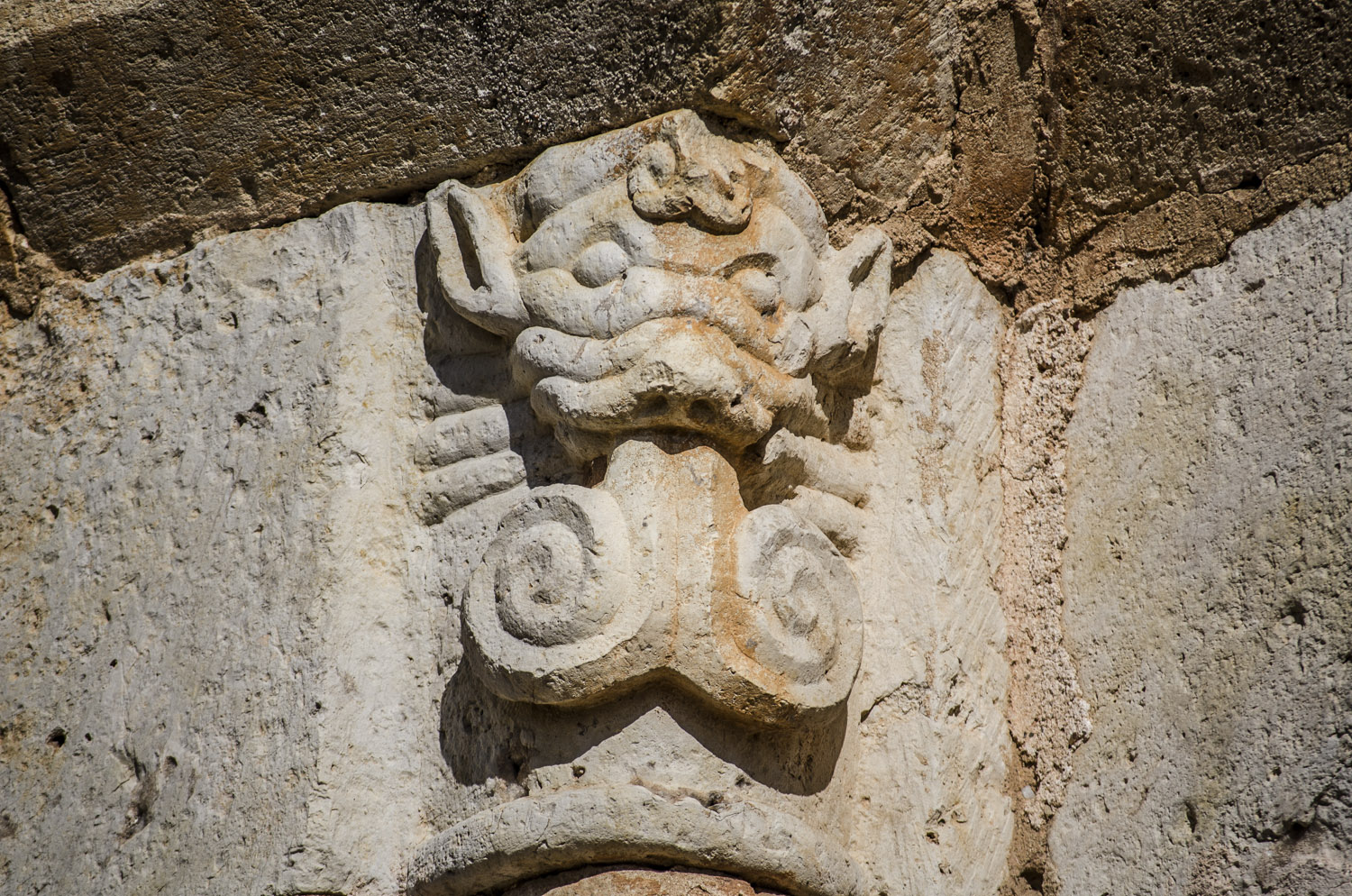
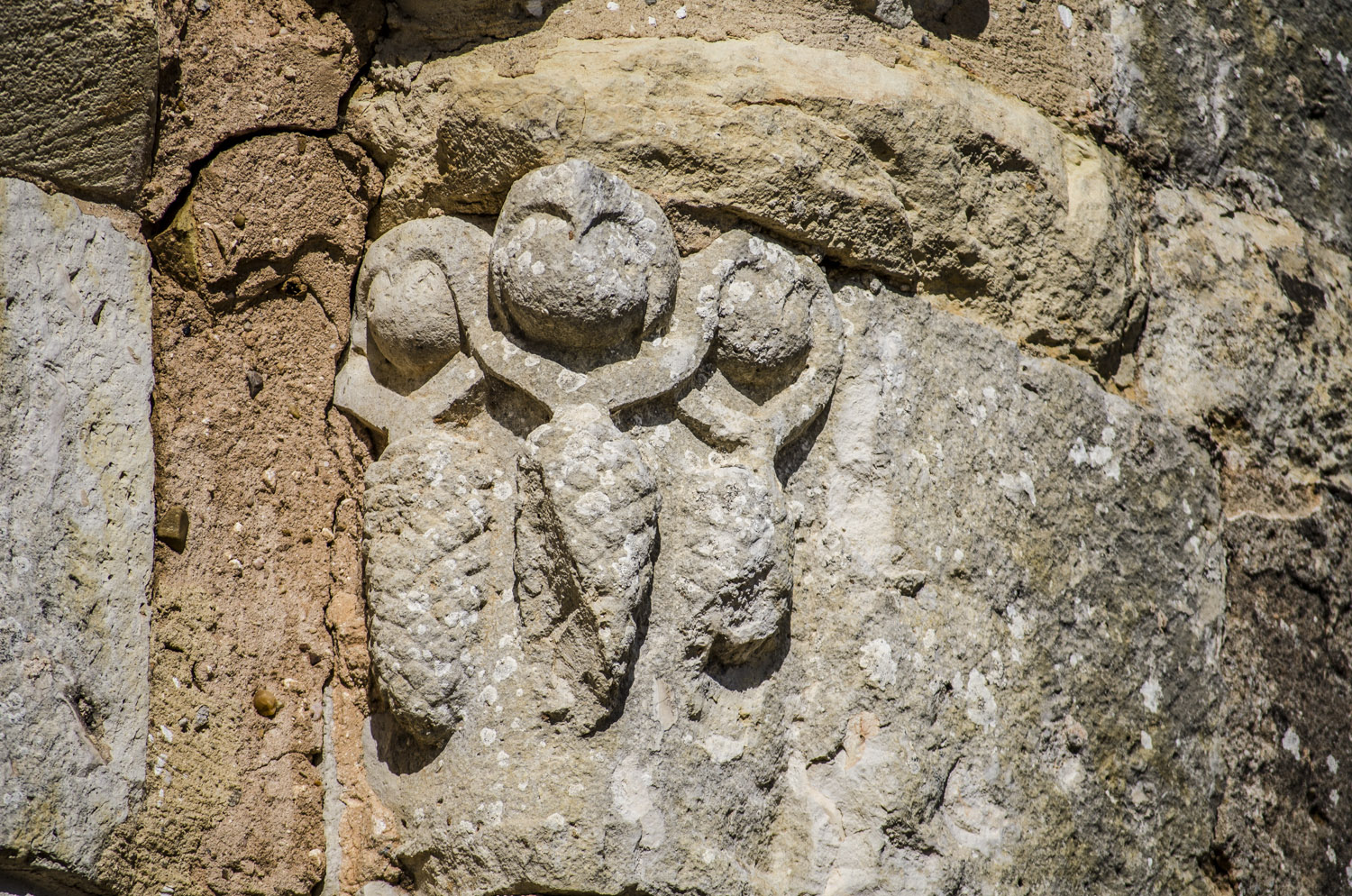
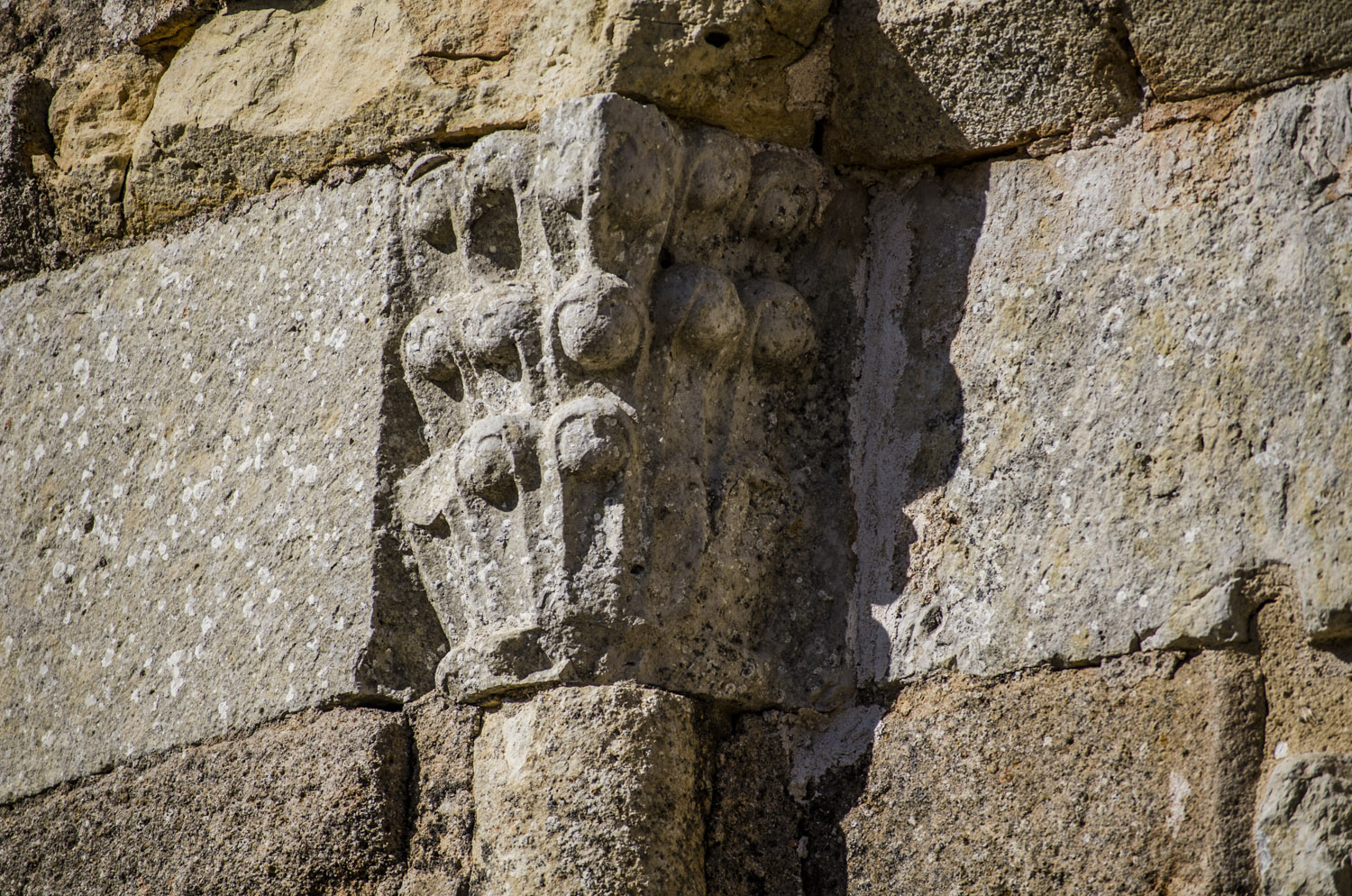
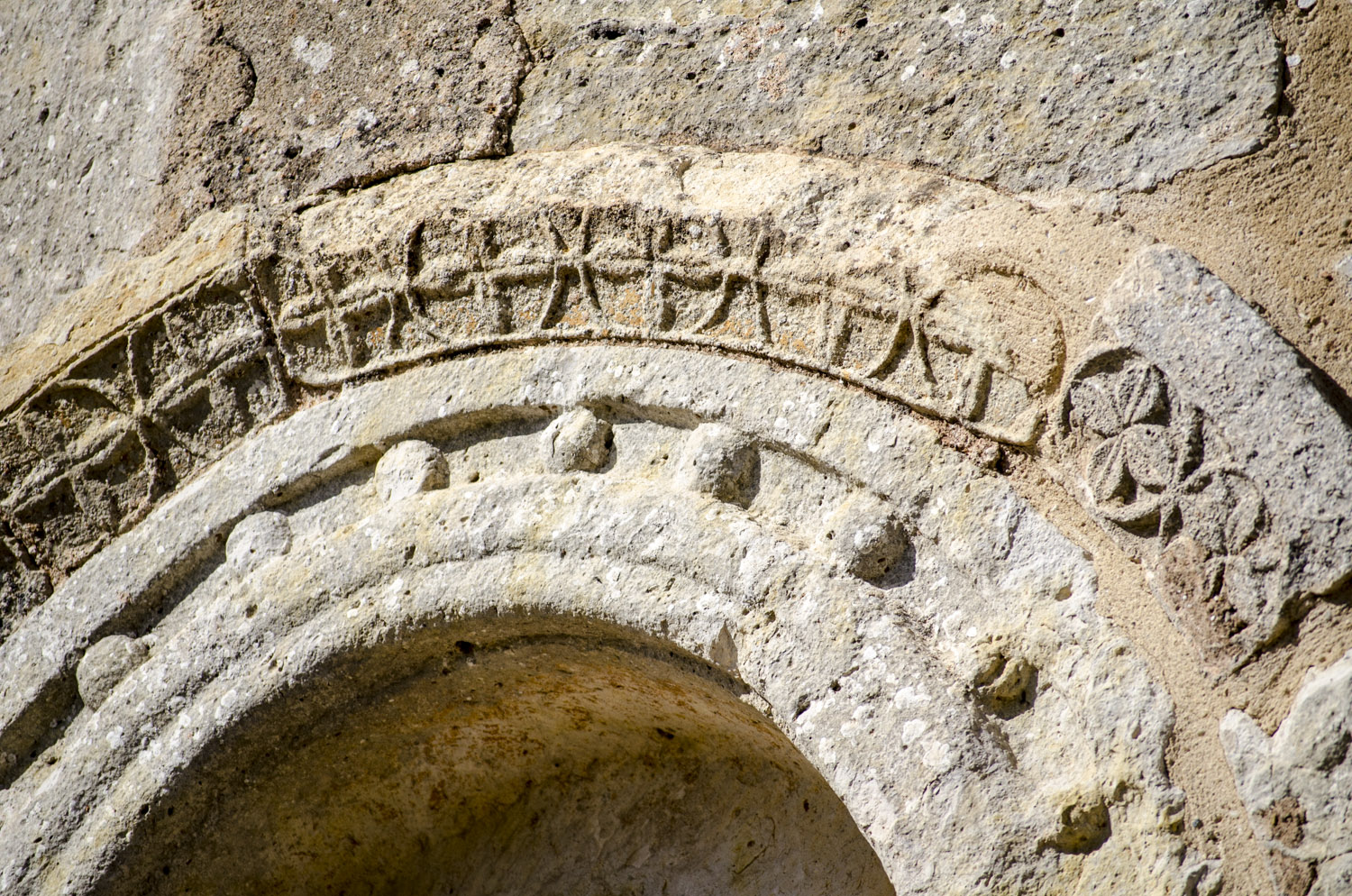

### Portada y su decoración

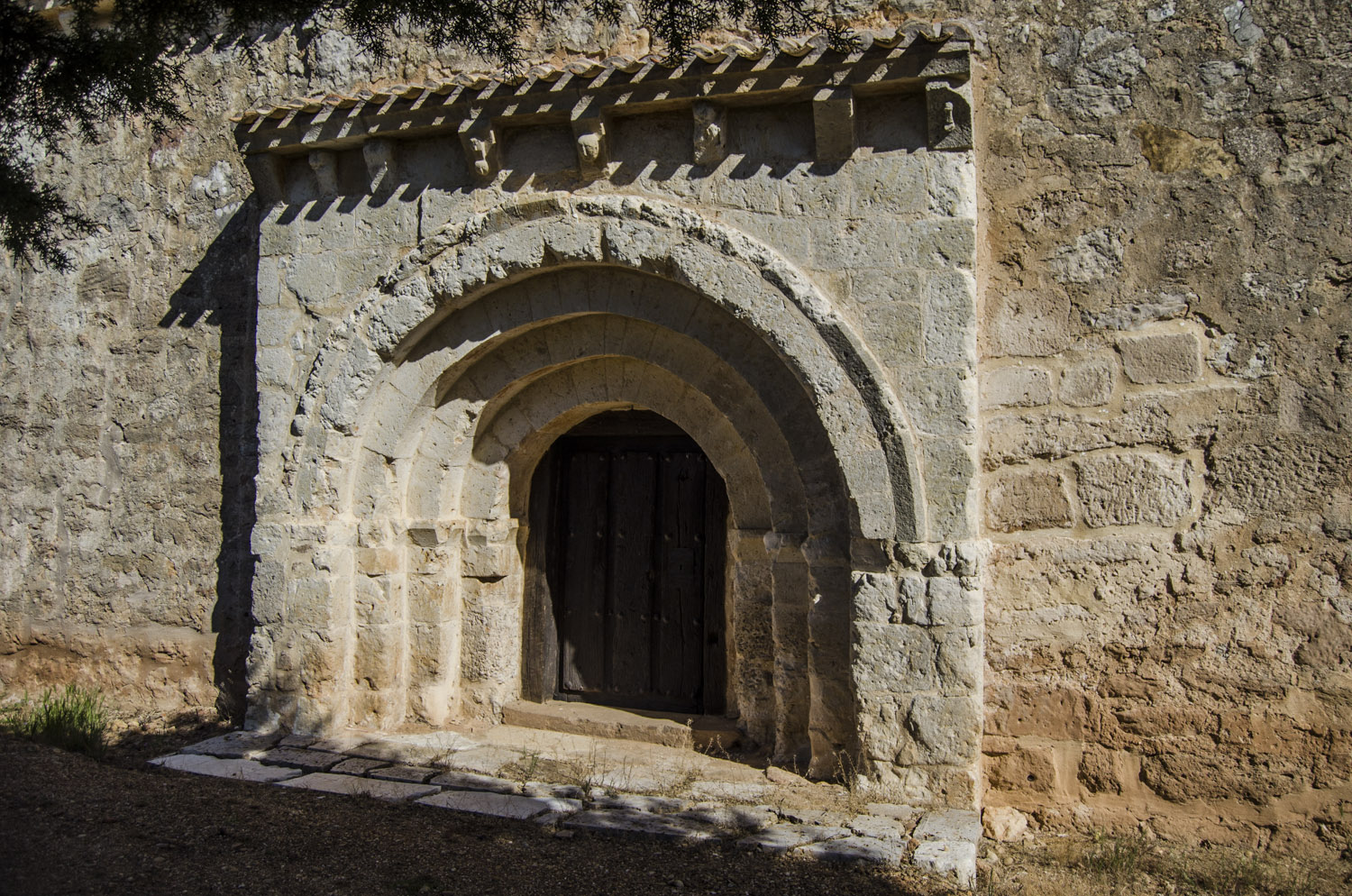
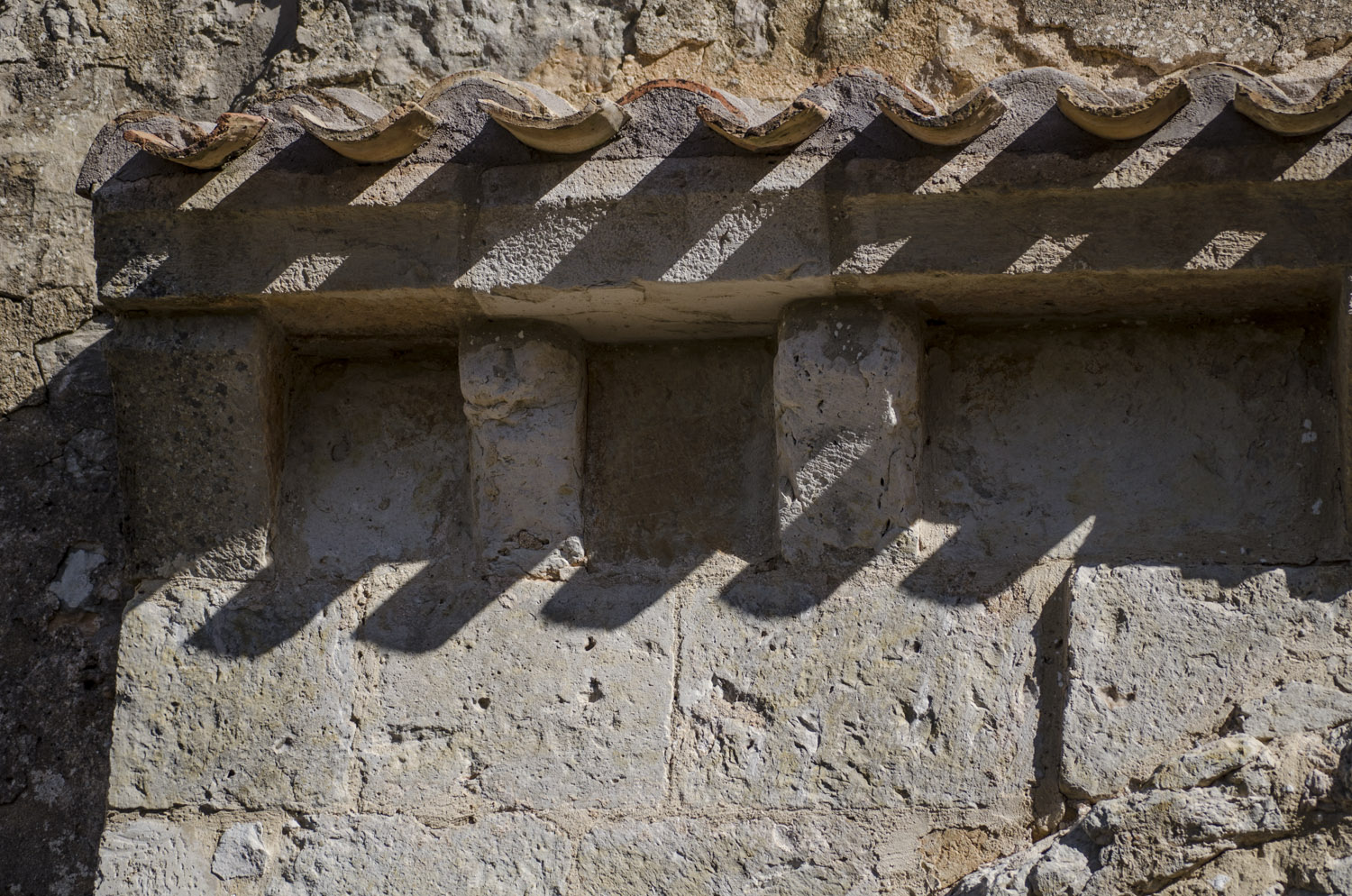
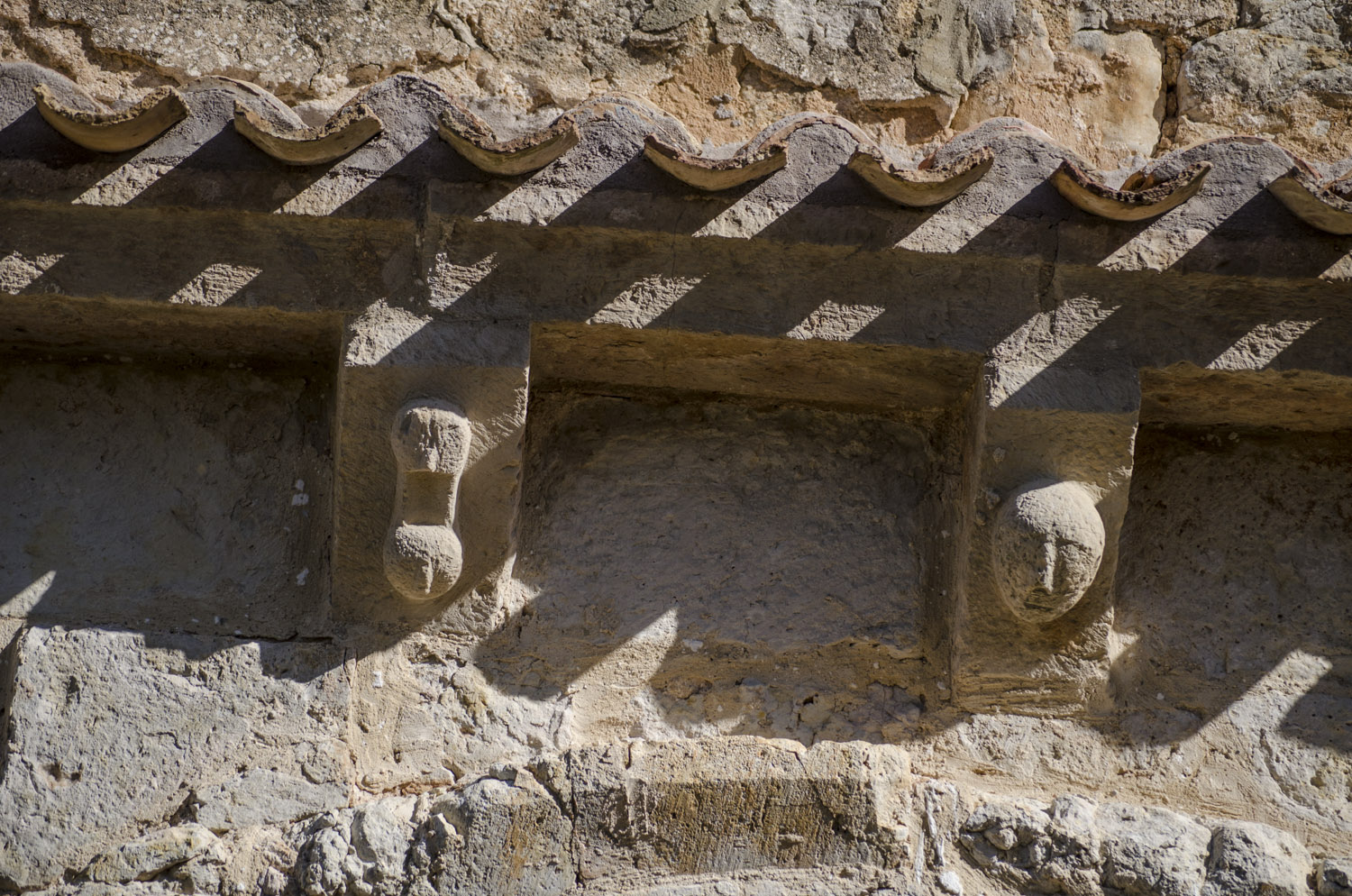
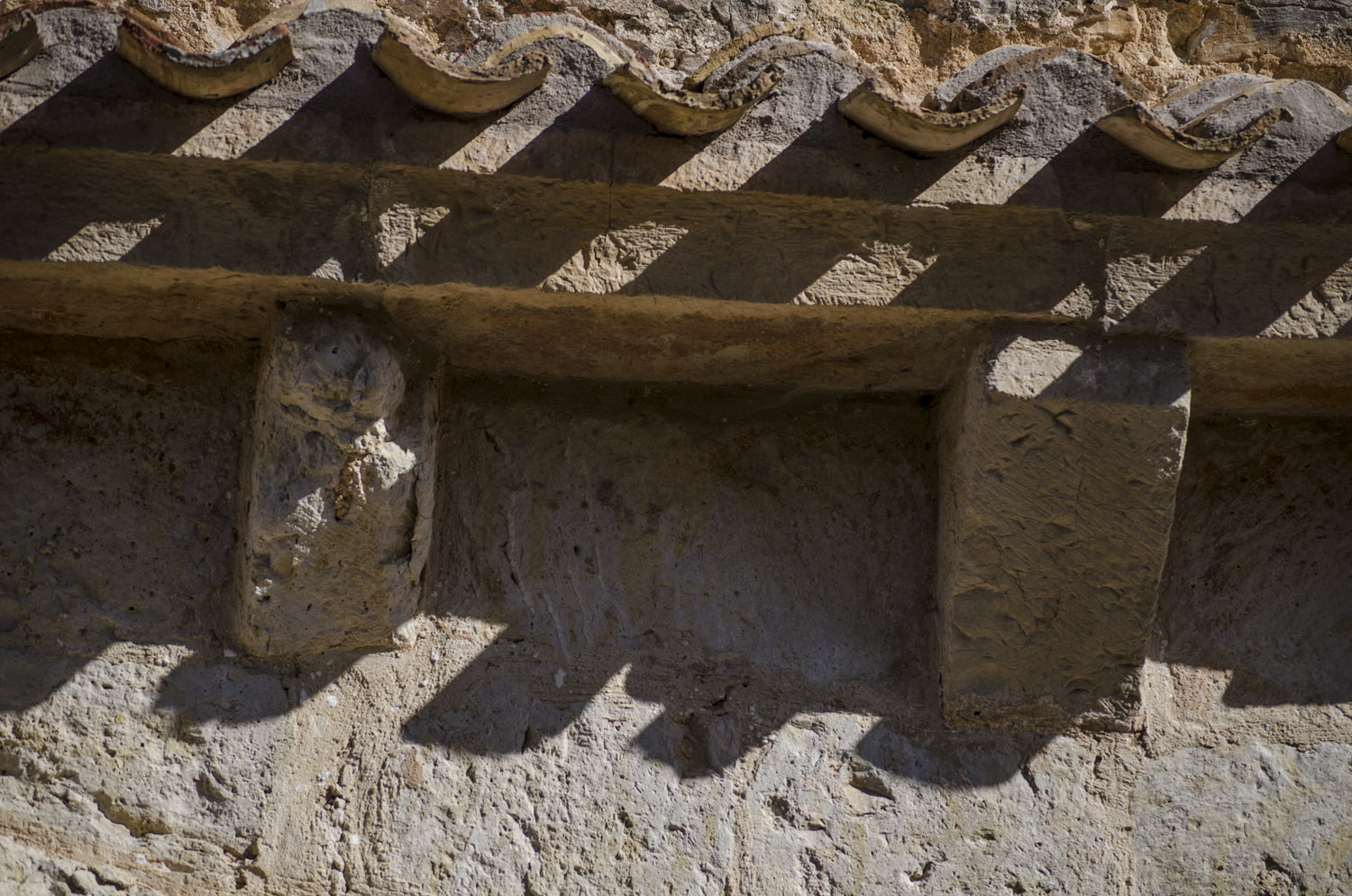
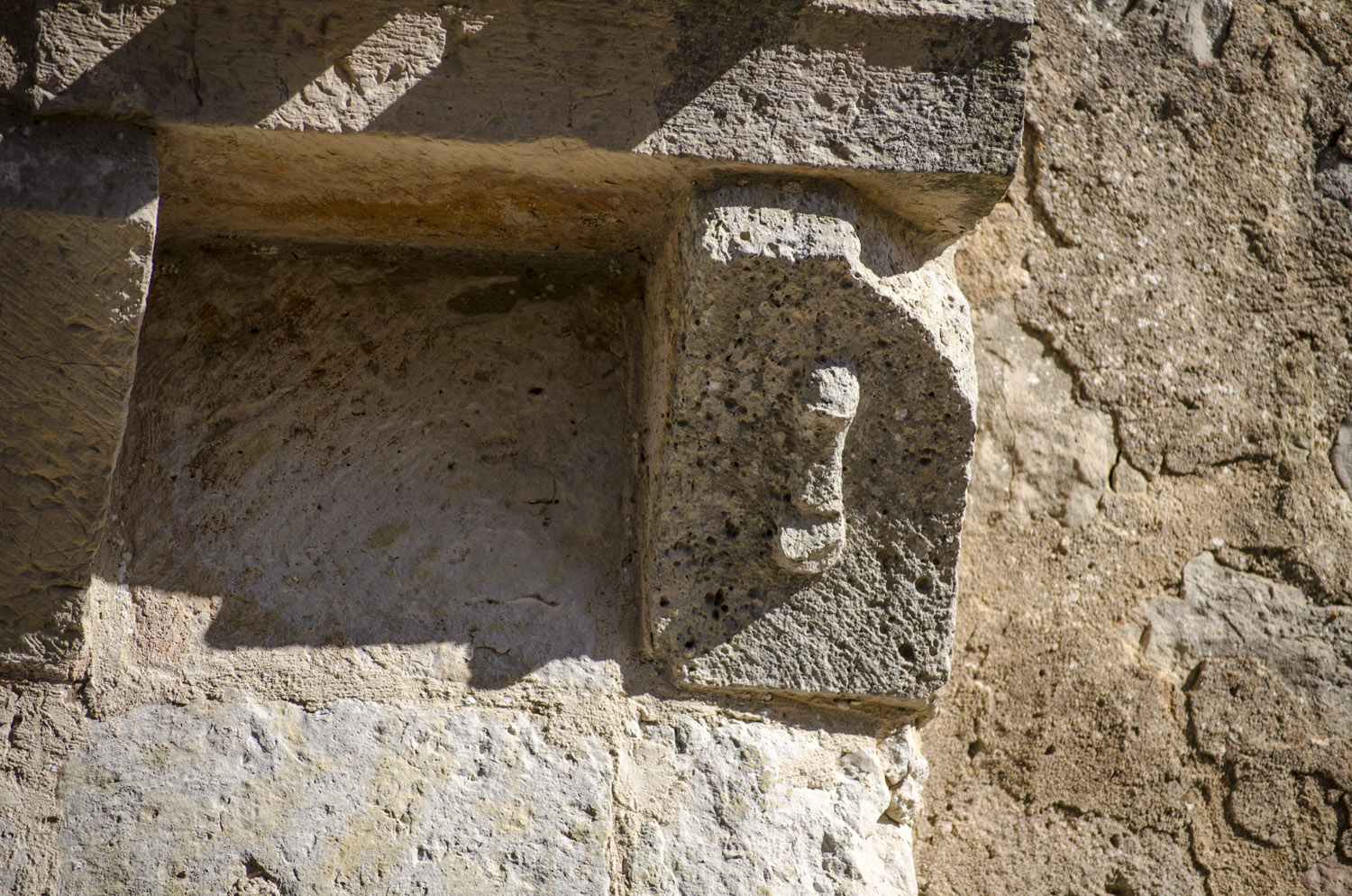

### Canecillos de los aleros

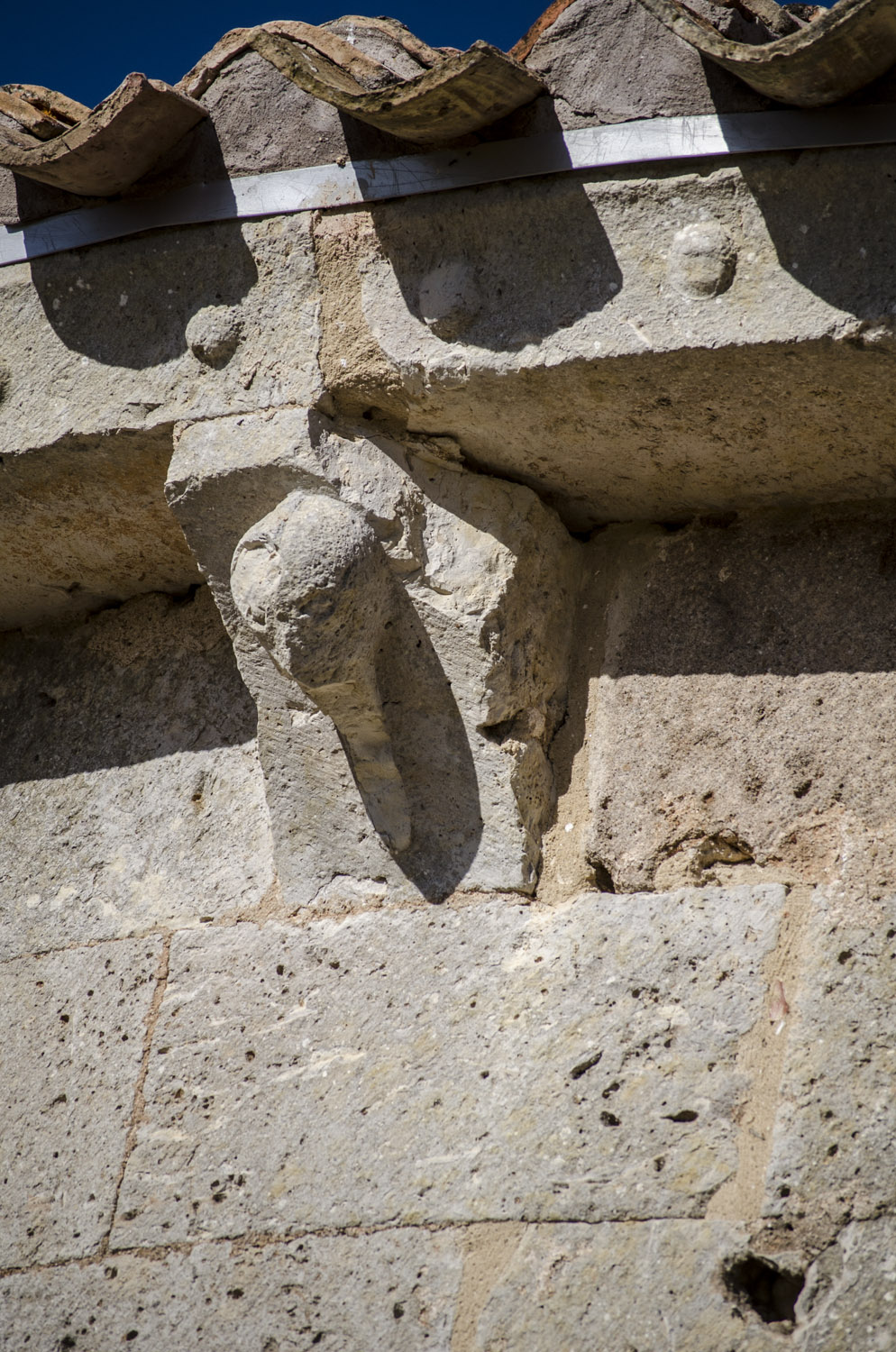
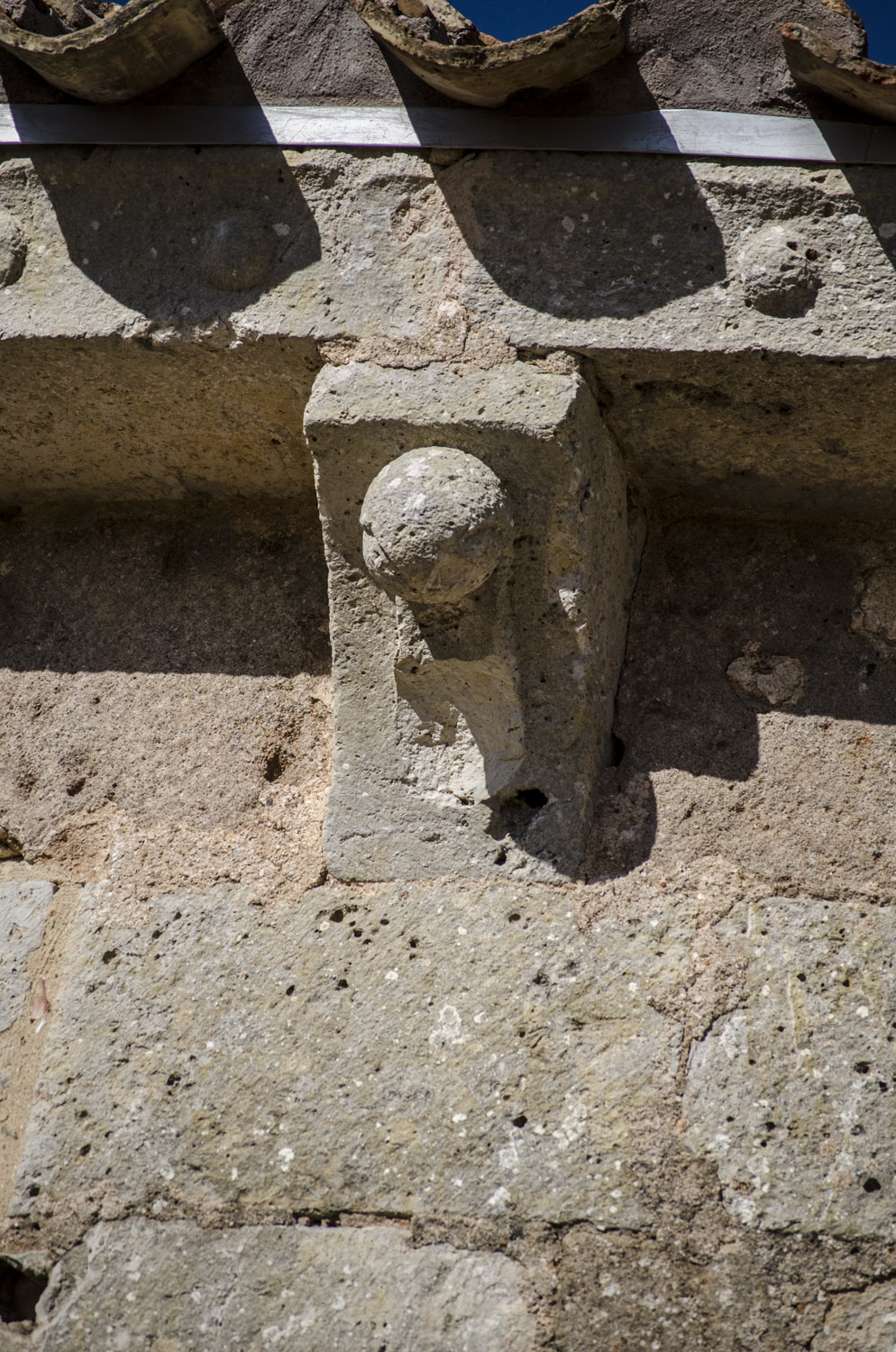
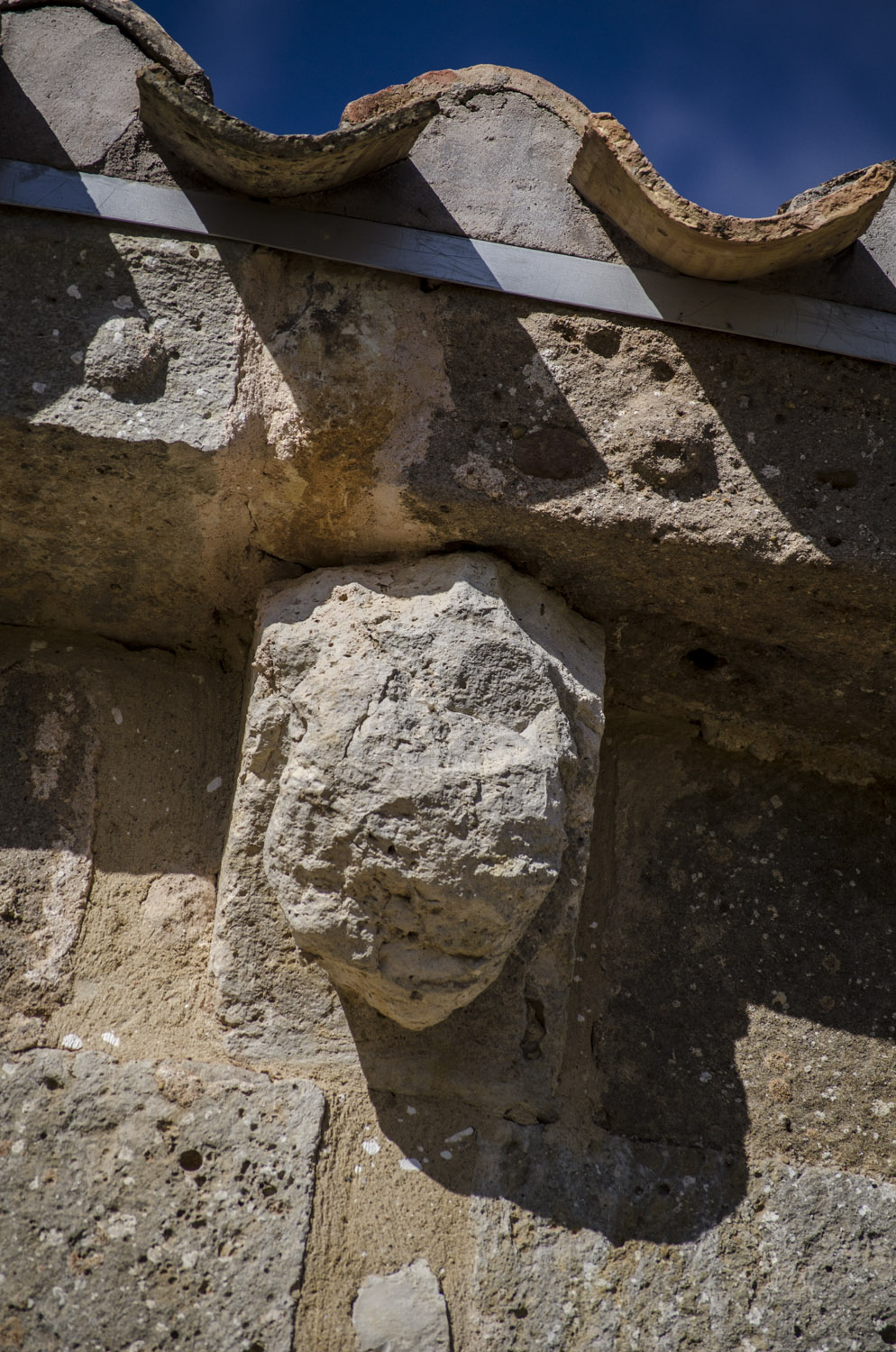
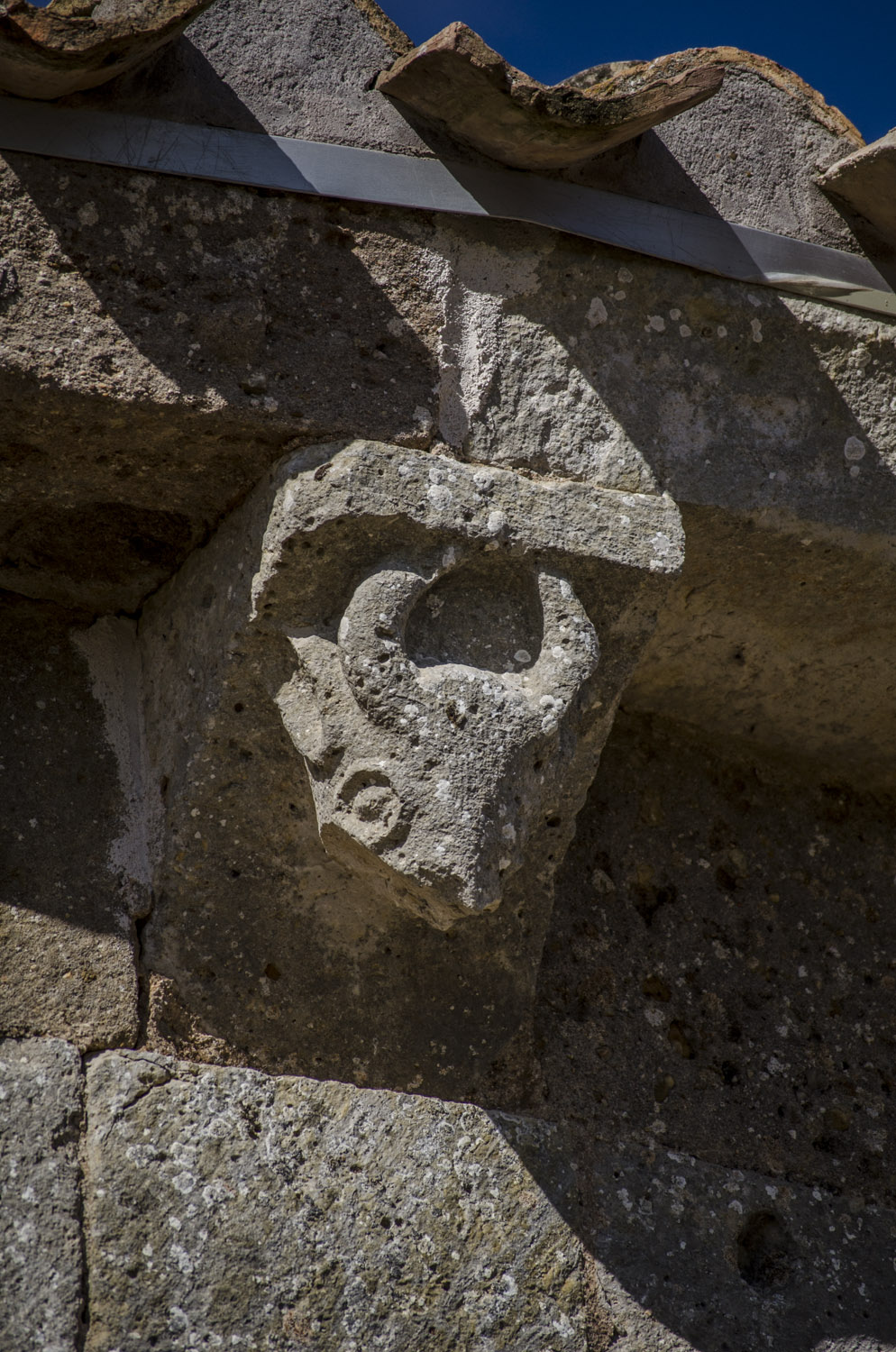
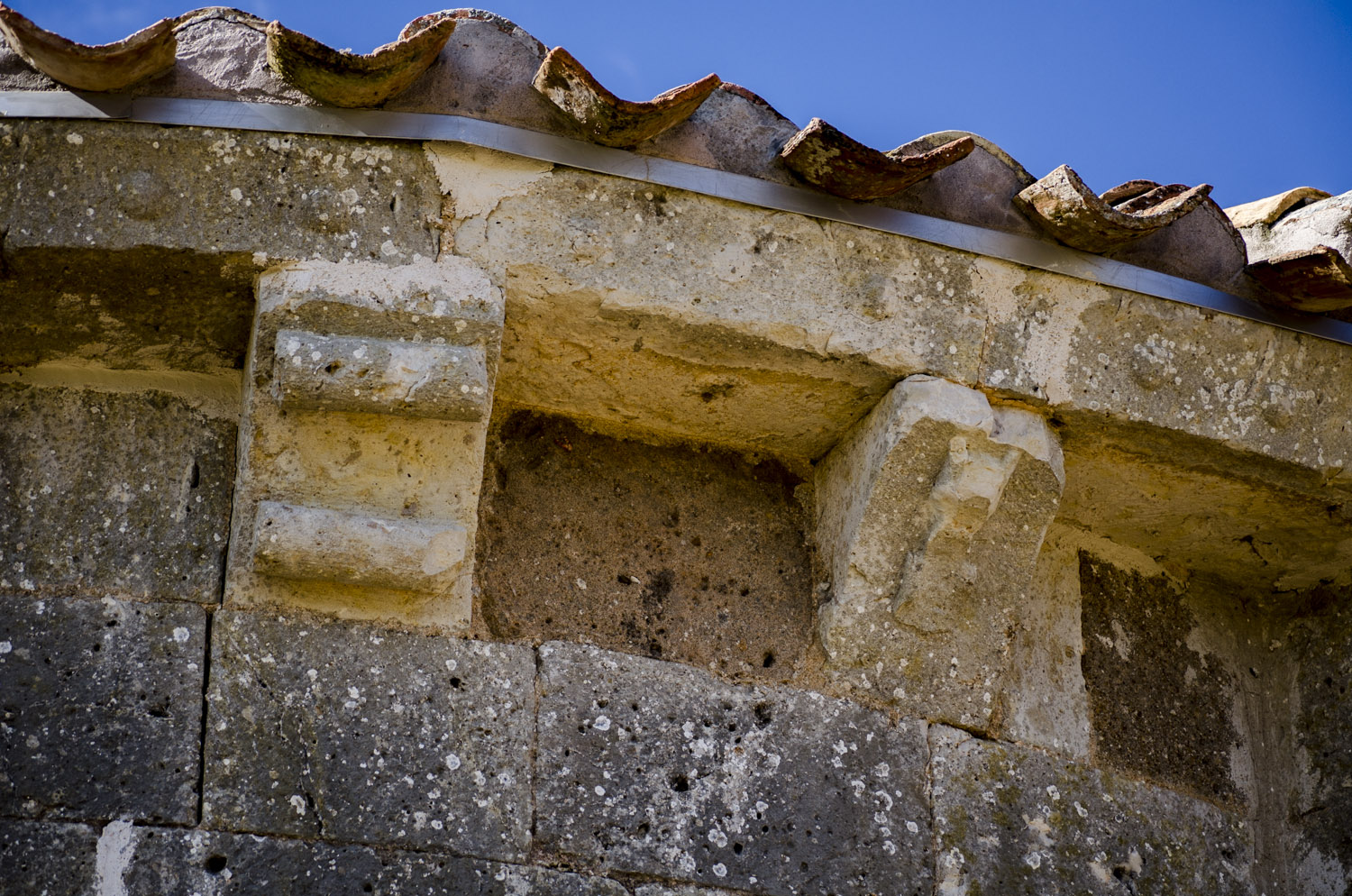
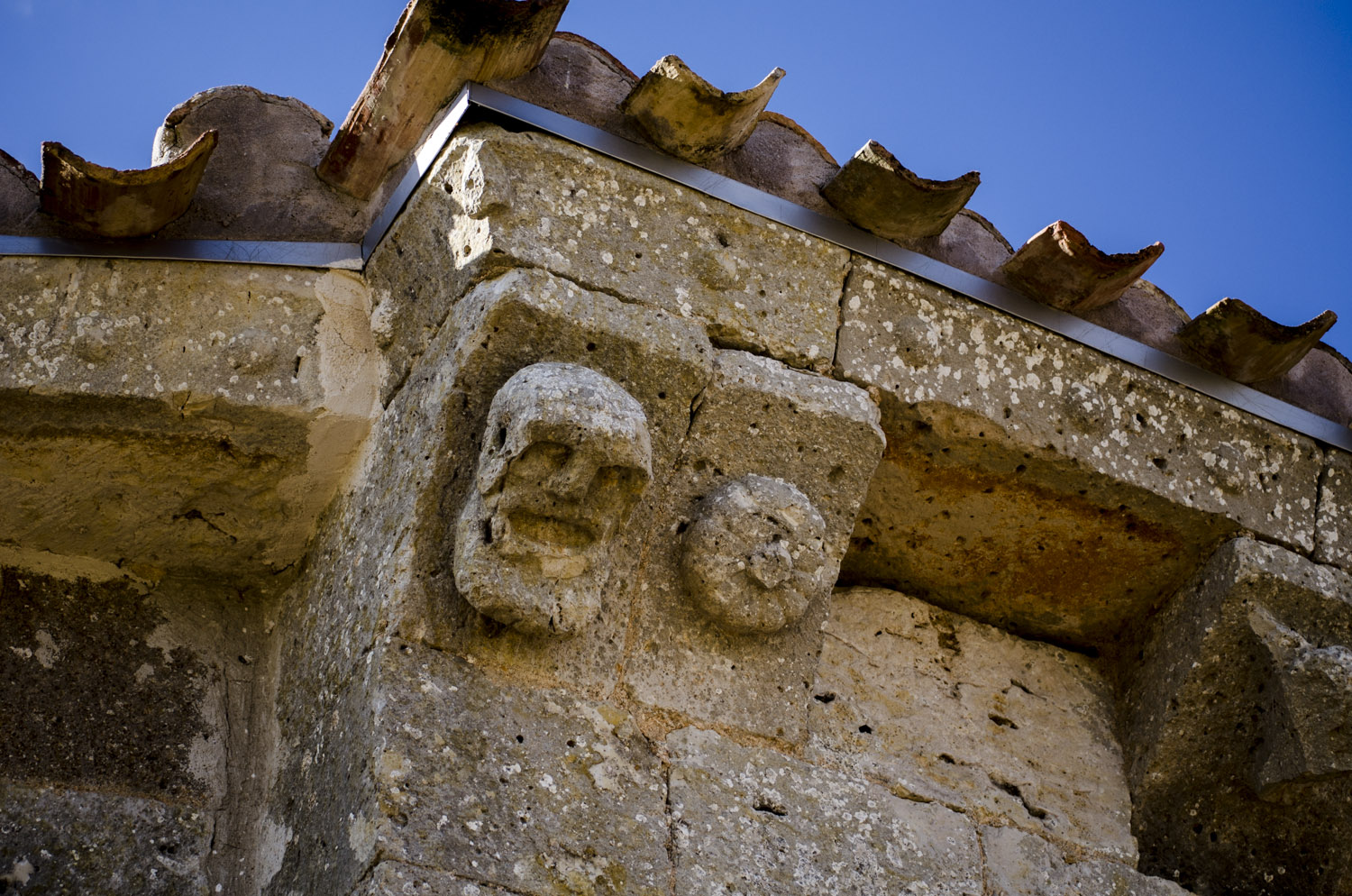
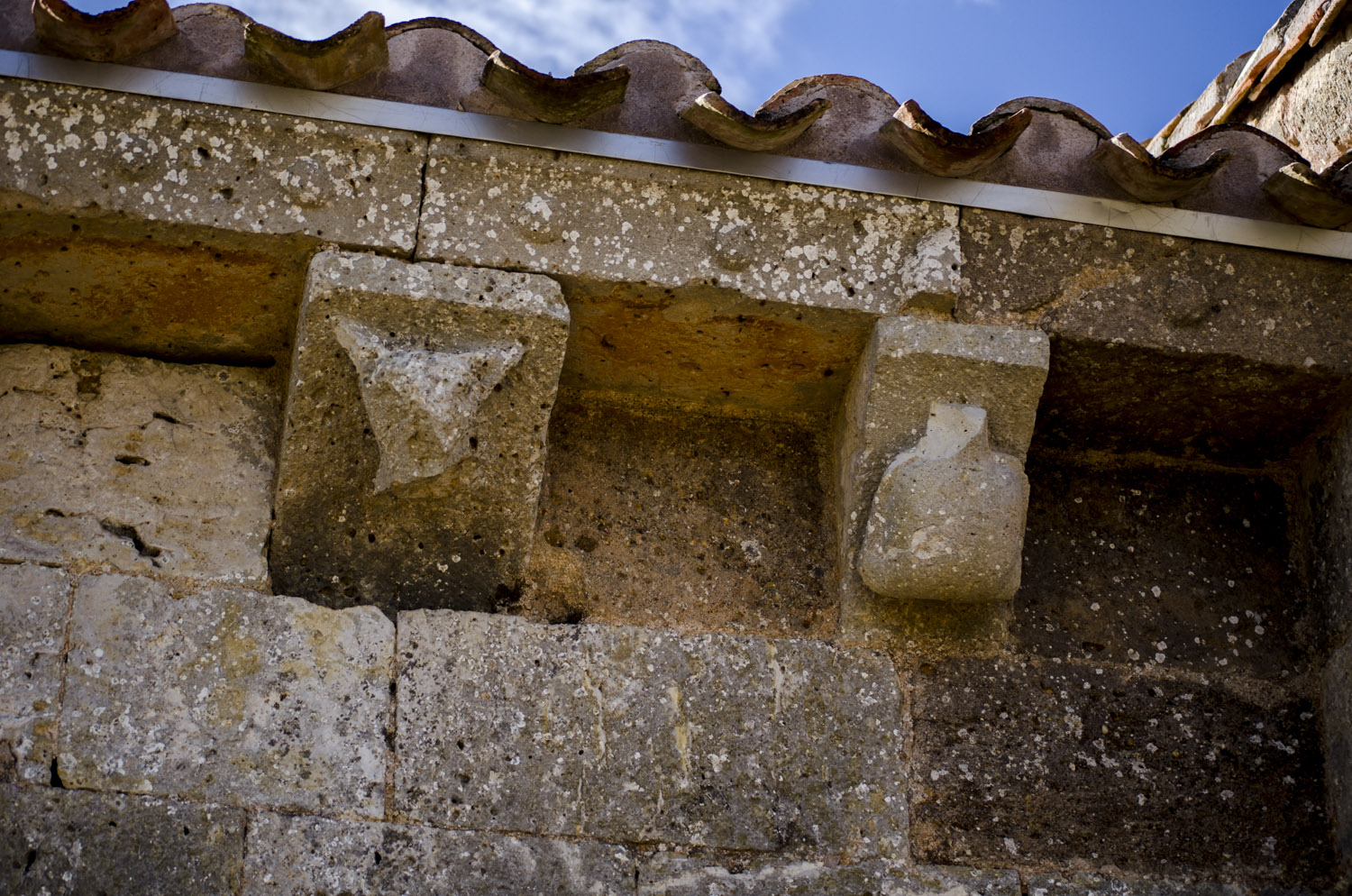
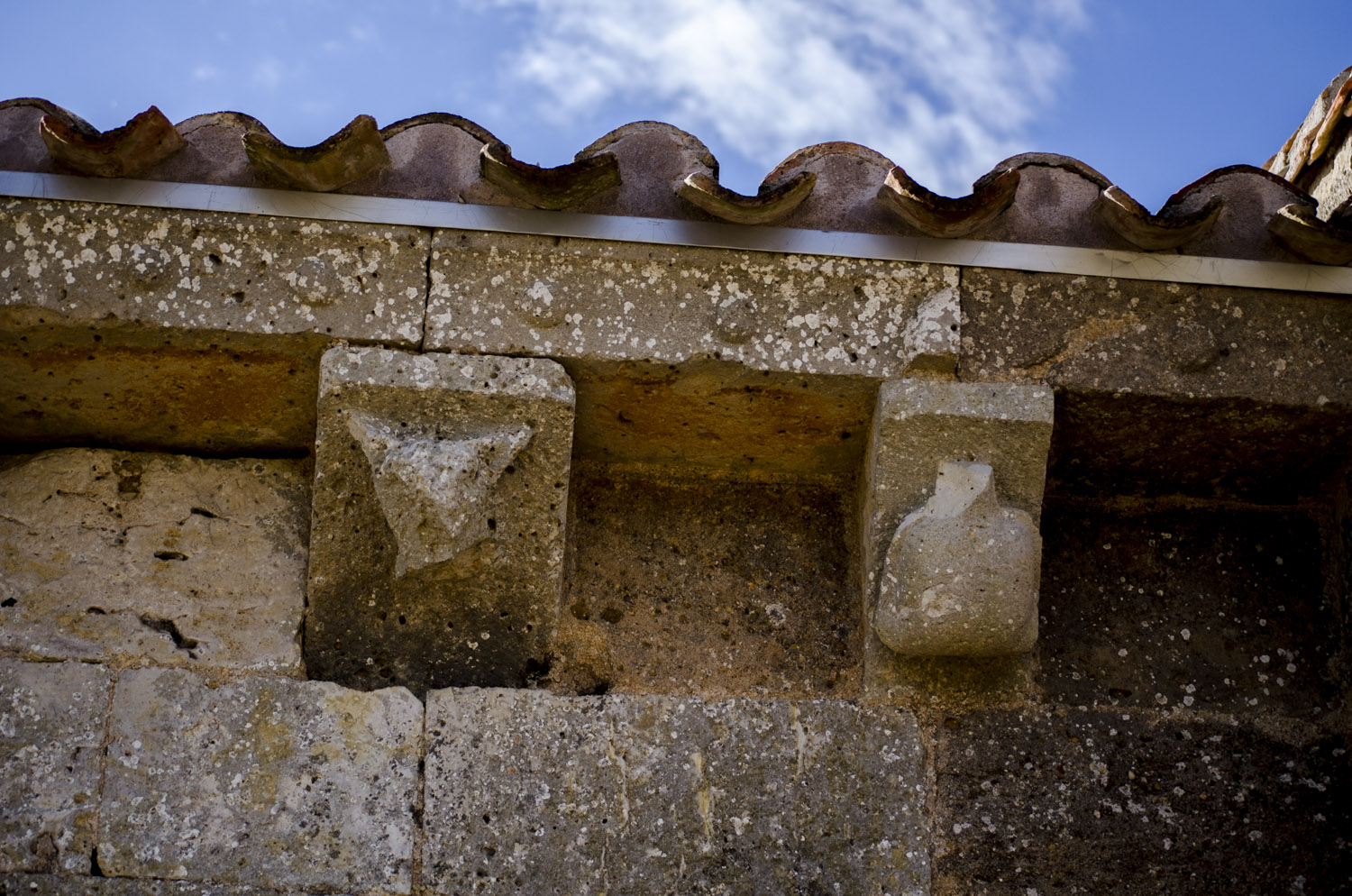
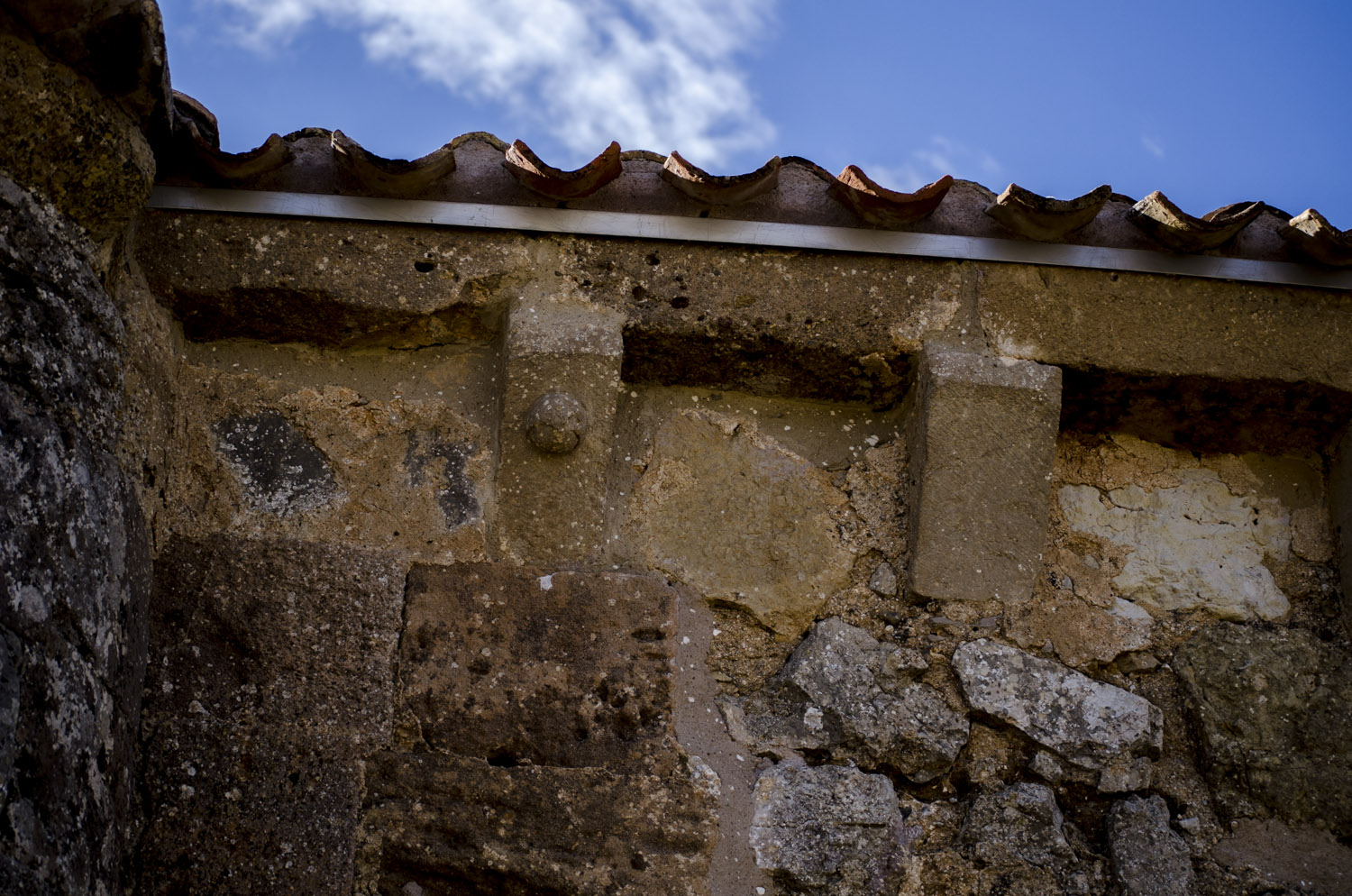
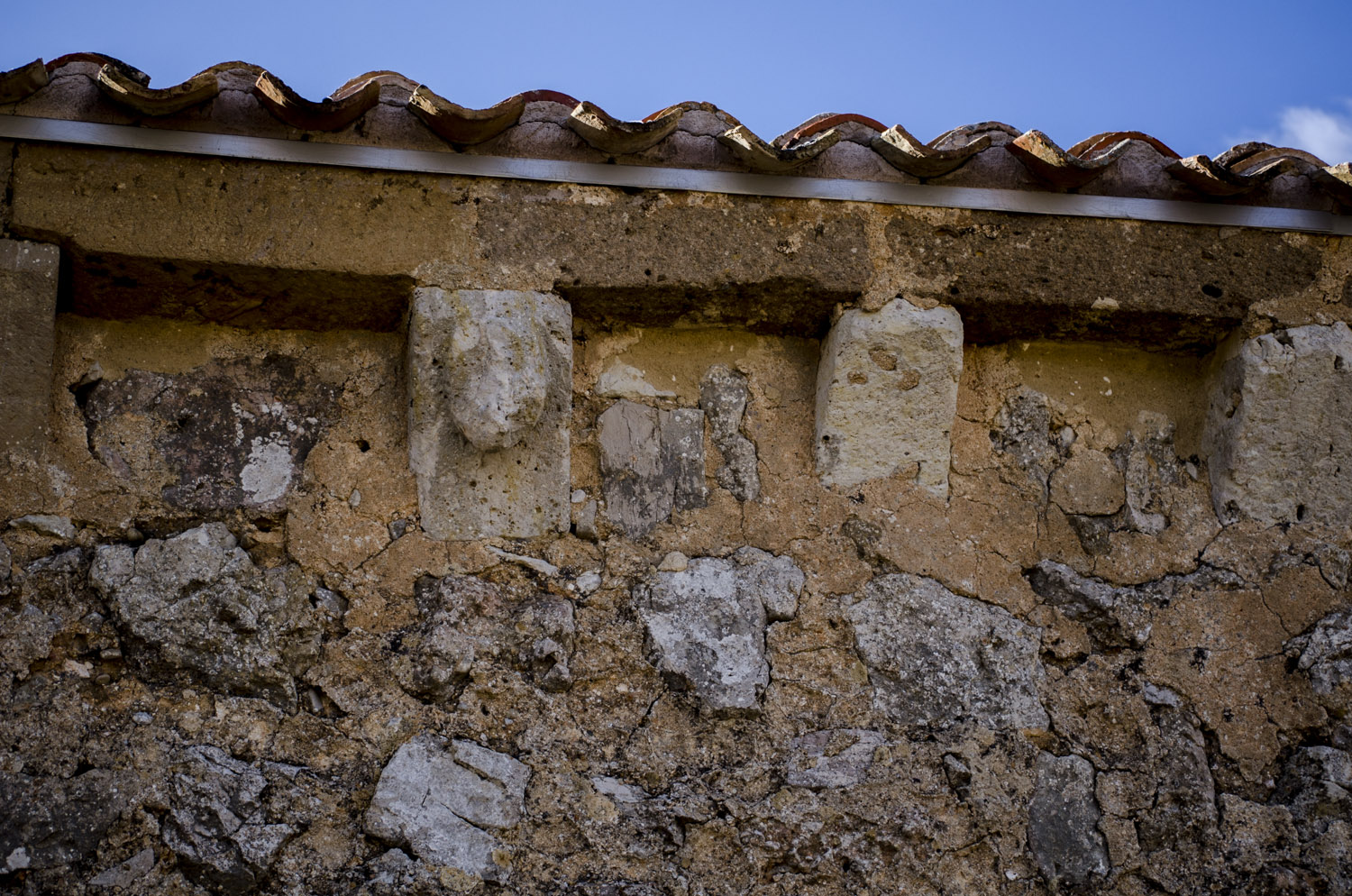
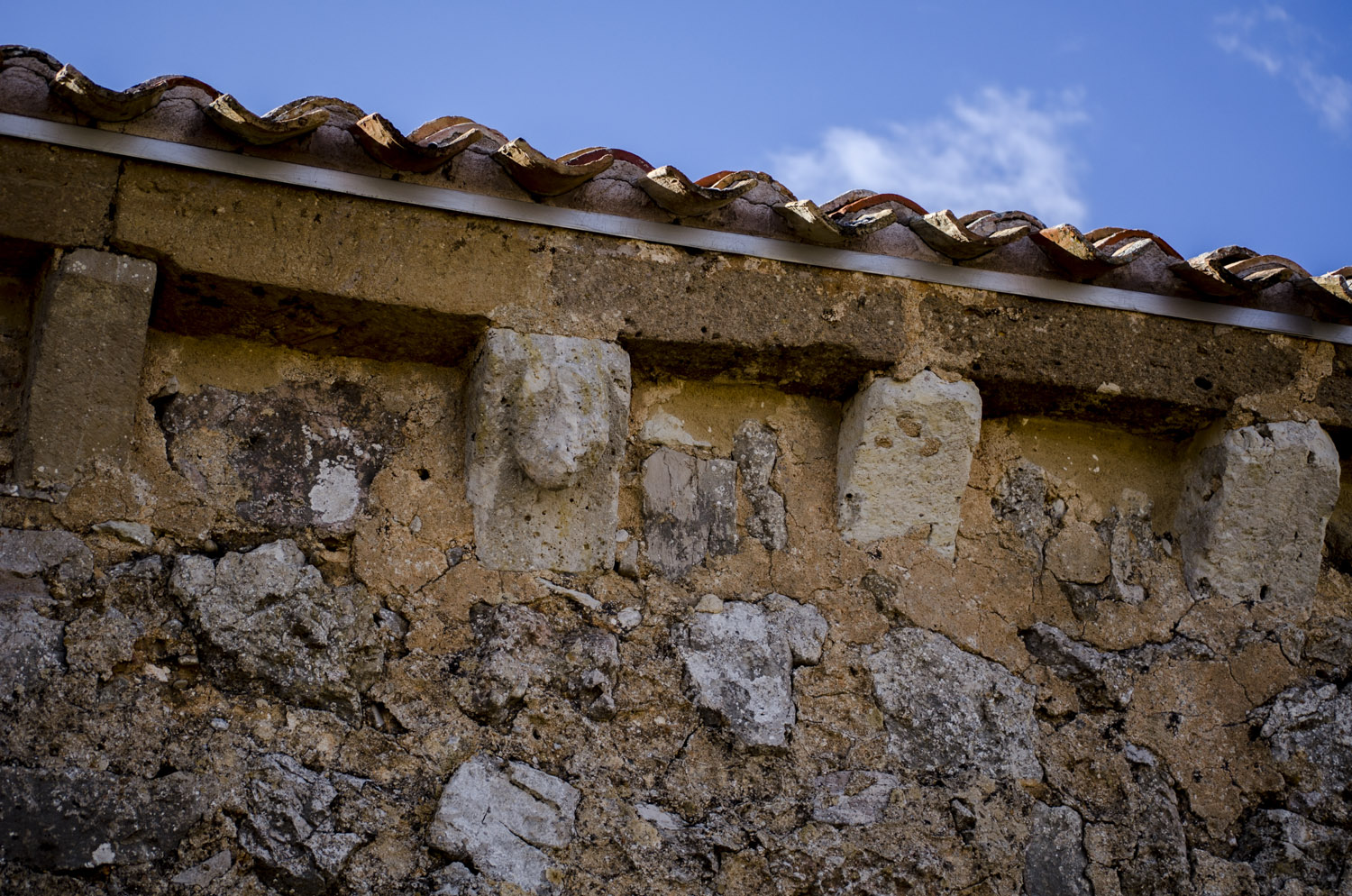
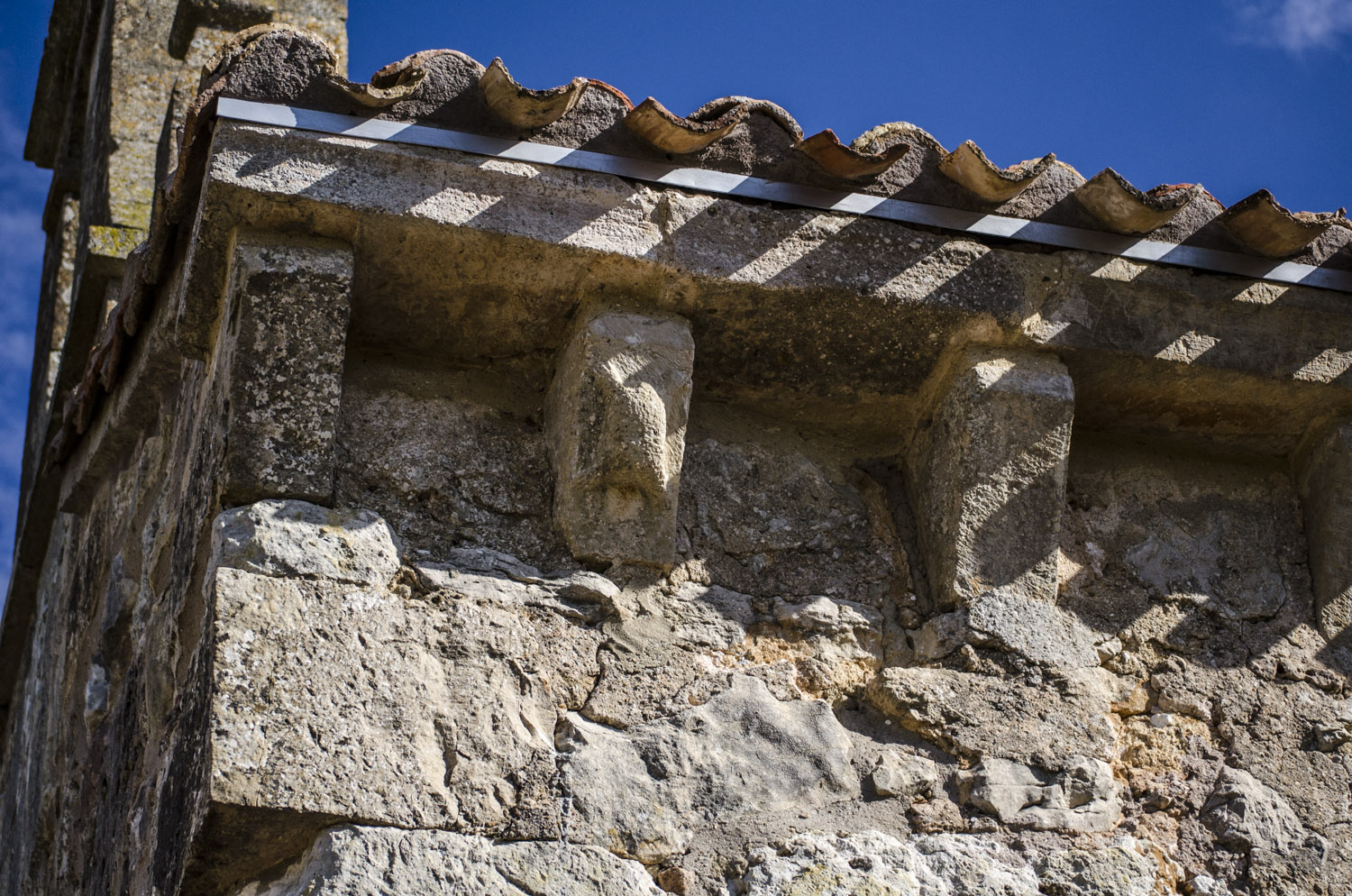
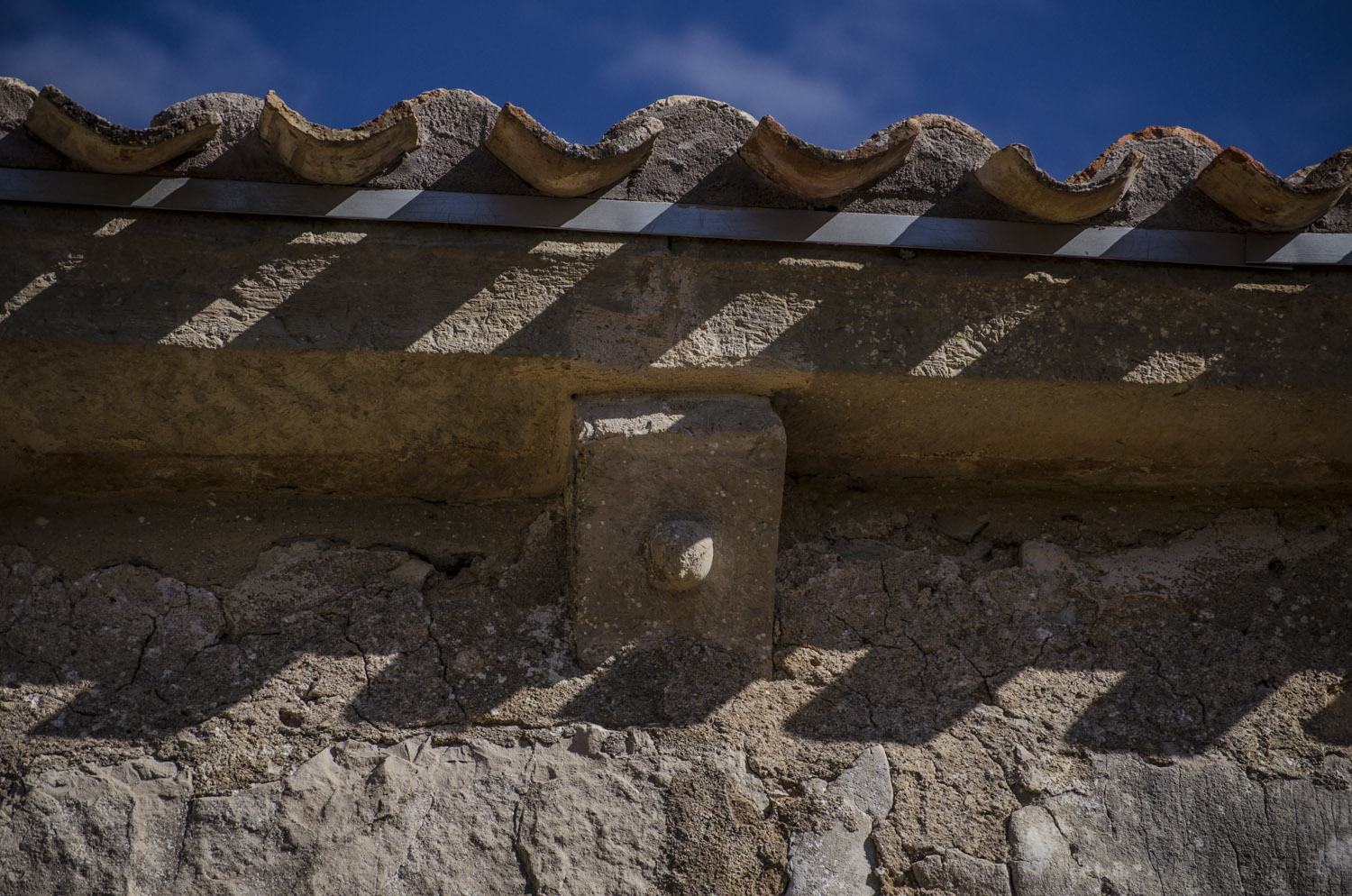
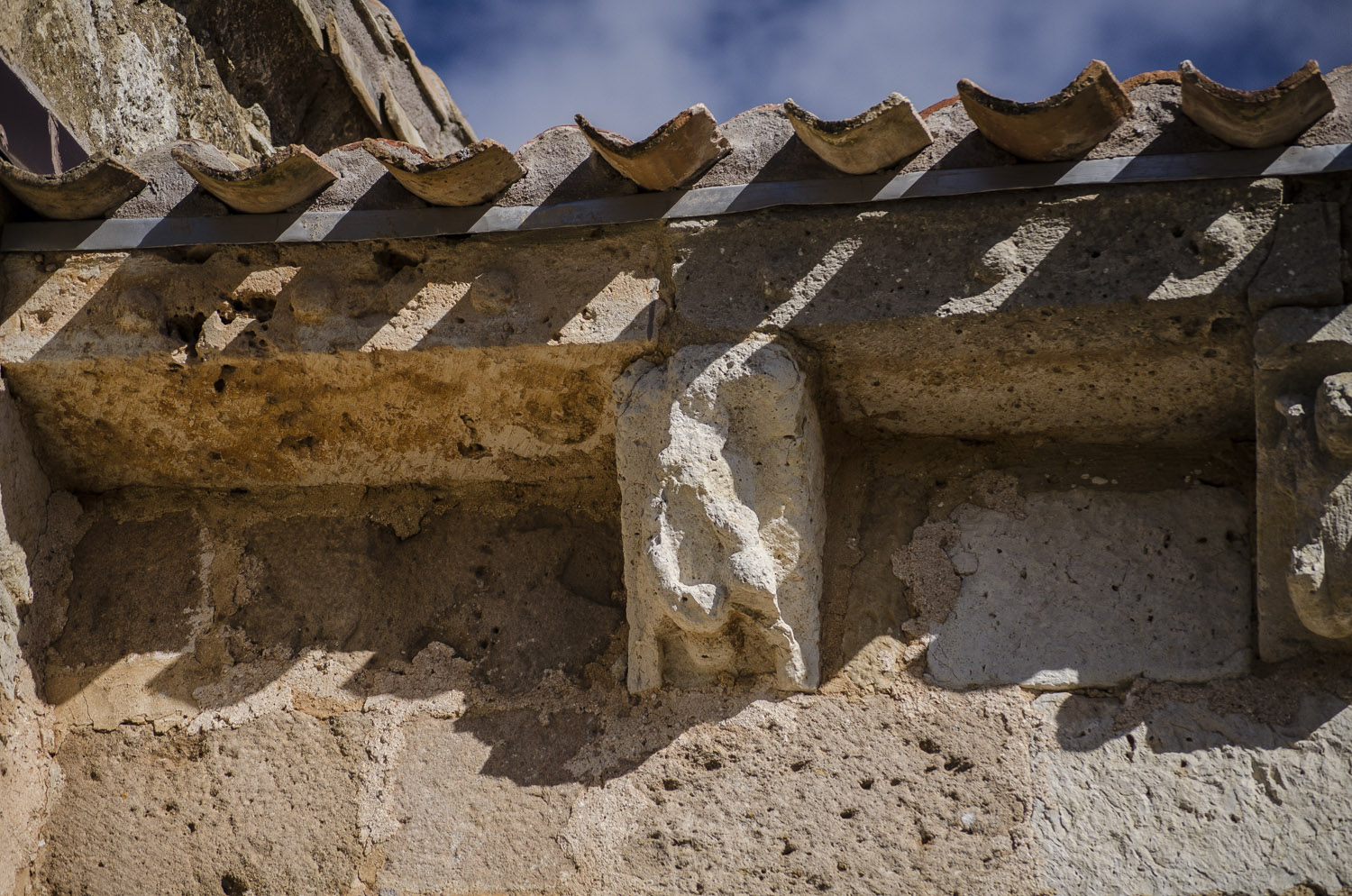
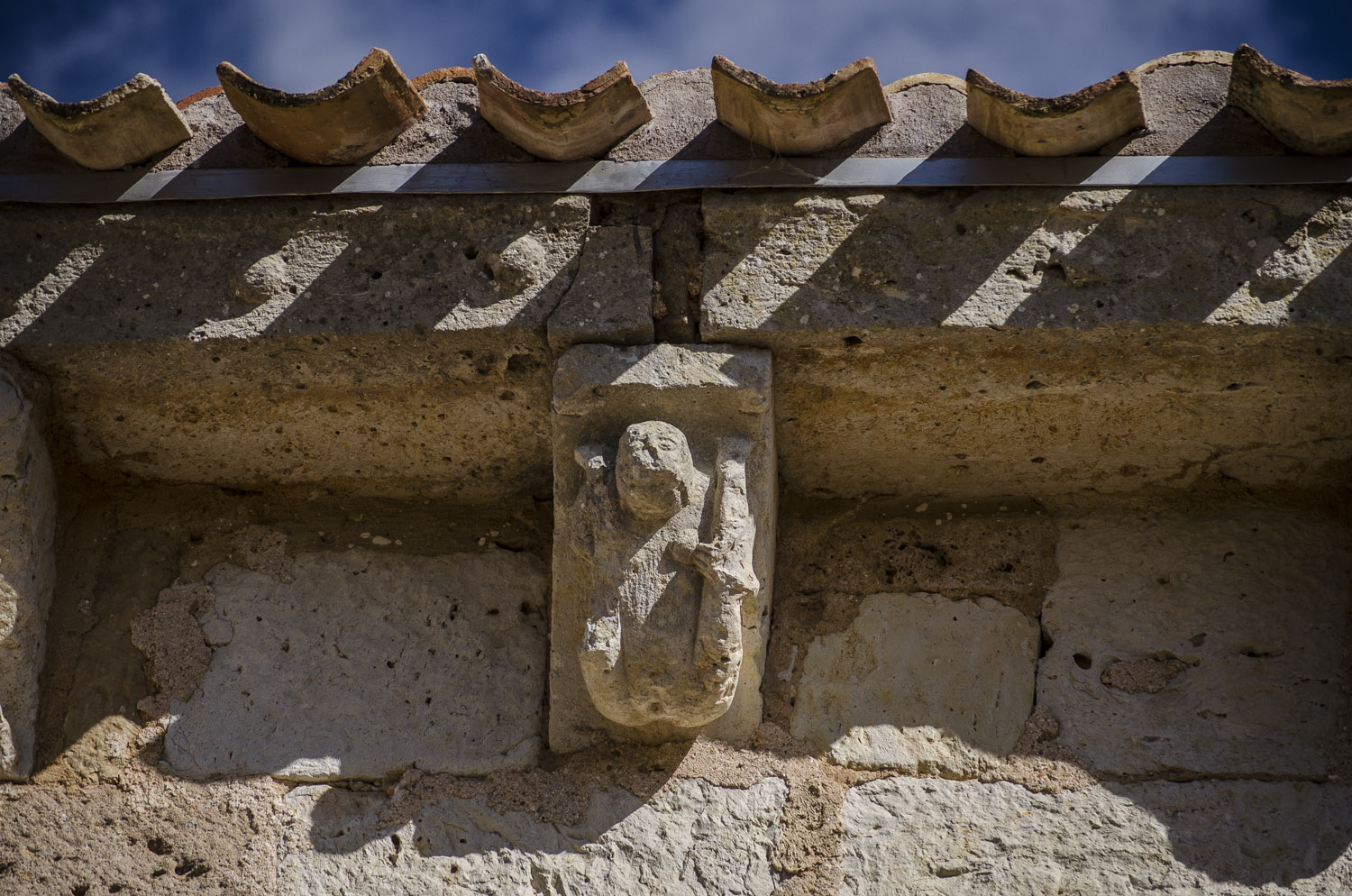
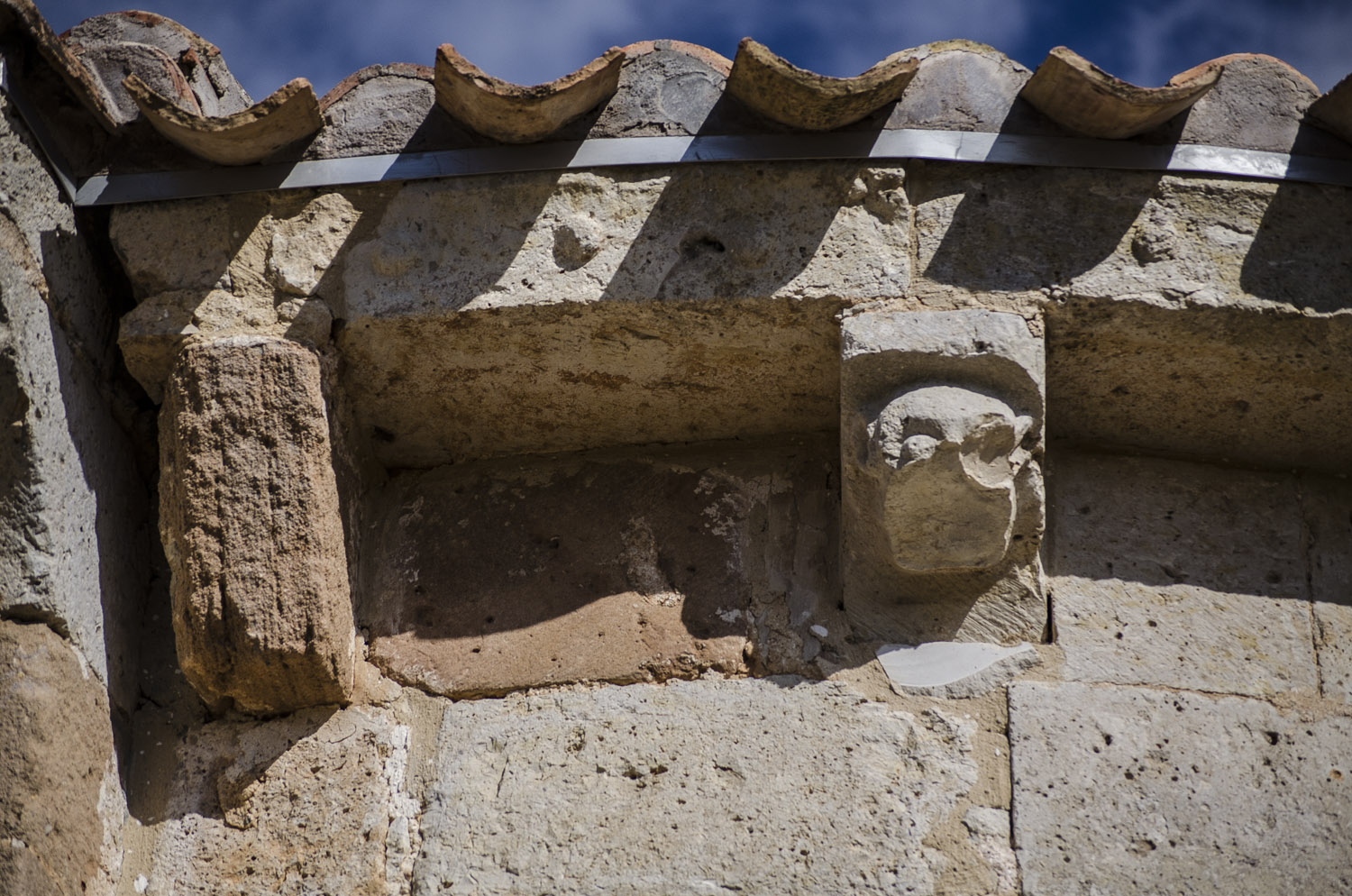
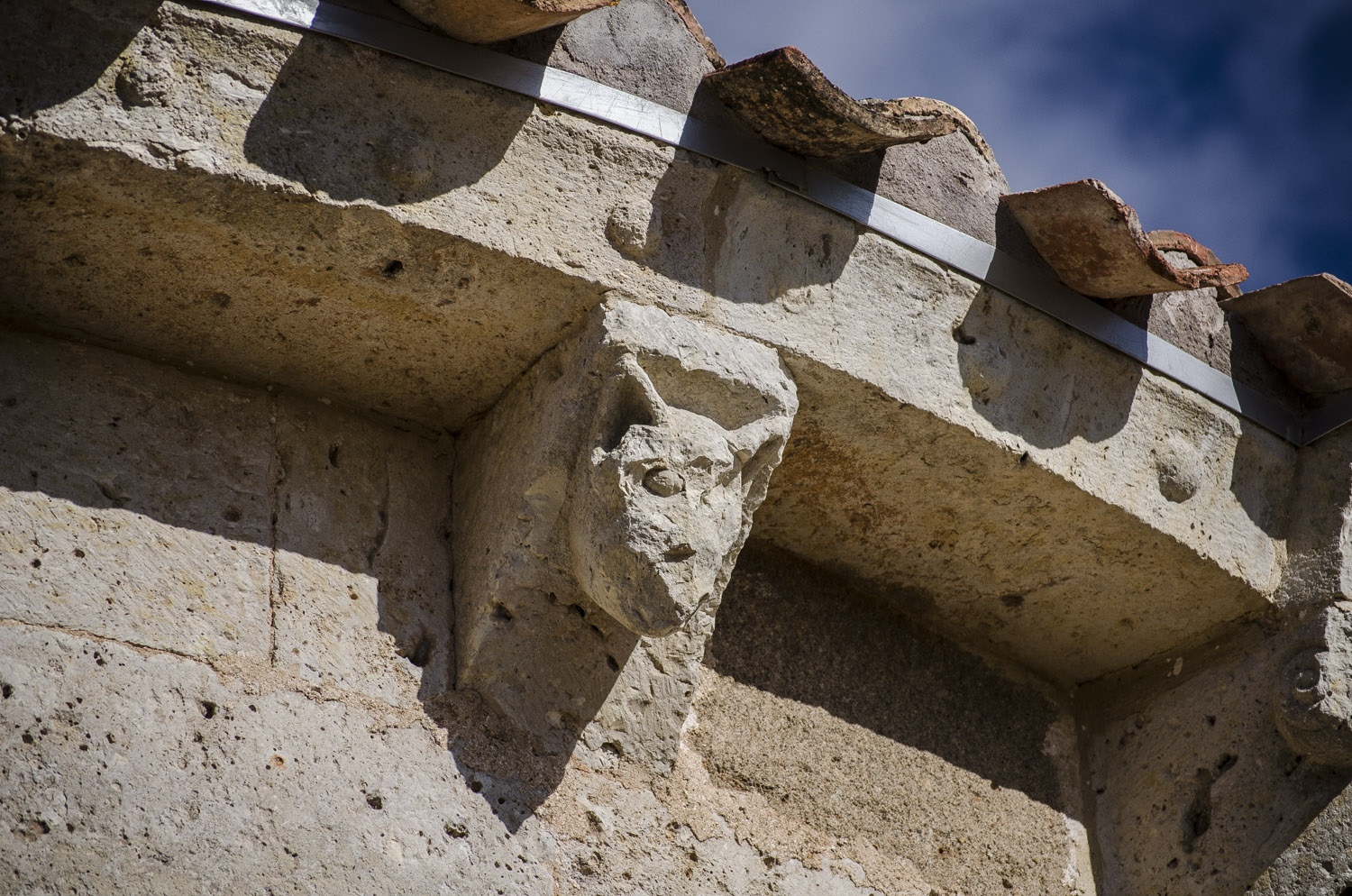